# أهاليا
أَهَالْيَا (بالسنسكريتية: अहल्या، بالأبجدية السنسكريتية: Ahalyā) ومعروفةٌ أَيضًا باسم أَهِيليَا، هي شخصية أسطورية هندوسية وزوجة الحكيم غوتاما مهاريشي. تقول العديد من الكتب المقدسة الهندوسية بأنَّ إندرا ملك الآلهة أغواها فلعنها زوجها؛ بسبب هذا الفعل المُحرَّم، والذي حررها من هذه اللعنة هو الإله راما التجسيد الرمزي لفيشنو. وفي رواية أخرى أنَّ غوتاما لعن إندرا فابتلي في جسده بألف قرحة. وبحسب طاغور كانت أهاليا أميرة من أميرات السلالة الحاكمة في البورو ثم أغواها إندرا بملابس زوجها ثم لعنها زوجها فرسخت حجراً.
خُلِقت من قبل الإله براهما بوصفها أجمل امرأة في العالم، وكانت أهاليا متزوجة من غوتاما الذي يكبرها بكثير. وتسرد أكمل رواية تقص الأسطورة عن أنَّ إندرا جاء إلى أهاليا متنكرًا على هيئة زوجها، فأحست أهاليا بذلك لكنها تقبَّلت تودده إليها. وغالبًا ما تعفيها المصادر اللاحقة من هذه الخطيئة، وتصفها بأنها وقعت فريسة لخداع إندرا أو أنها قد اغتُصبت. وفي جميع الروايات لعن غوتاما أهاليا وإندرا معًا. تختلف اللعنة من نص إلى آخر لكن جميع النسخ تقريبًا تصف بأنَّ راما هو العامل الوحيد الذي كان سببًا في تحررها وخلاصها من لعنتها. وعلى الرغم من أن النصوص المبكرة تصف كيف يجب على أهاليا أن تكفر عن خطيئتها عن طريق الخضوع للتطهير القاسي بينما تظل مختبئة عن العالم وكيف يتم تطهيرها من خلال تقديمها تضحية لمخلصها راما، تقول الروايات الشعبية التي حُوِّرَت، بأنَّ أهاليا حينما لُعنت تحولت إلى حجرٍ ولكنها استعادت شكلها البشري حينما لمستها قدم راما.
يشكل إغواء أهاليا من قبل إندرا وتداعيات استجابتها السرد المركزي لقصتها في جميع المصادر التي وثقت لحياتها. وعلى الرغم من أنَّ البراهمانا(1) القرنين التاسع والسادس قبل الميلاد هي أقدم الكتب المقدسة التي تلمح إلى علاقتها بإندرا، فإن ملحمة رامايانا الهندوسية من القرن الخامس إلى الرابع قبل الميلاد - بطلها الإله راما - هي أول مَن ذكر صراحة علاقتها الزوجية بالتفصيل. وغالبًا ما يركز رواة القصص في العصور الوسطى على خلاص أهاليا بواسطة راما، والذي يُنظر إليه على أنه دليل على نعمة الخلاص من الإله. أعيد سرد قصتها مرات عديدة في الكتب المقدسة وكذلك ظلت حية في شعر العصر الحديث والقصص القصيرة، وكذلك في الرقص والدراما. وفي حين أنَّ الروايات القديمة تتمحور حول راما فإن الروايات المعاصرة تركز على أهاليا، وتحكي القصة من منظورها. وهناك تقاليد أخرى تتمحور حول أطفالها.
في الهندوسية التقليدية يشاد بأهاليا بصفتها الأولى من البانشاكانيا «العذارى الخمس»، وهُنَّ نماذج بدائية (أركتايب) ترمز لعفة الأنثى ويُعتقد أن أسمائهُنَّ تُزيلُ الخطيئةَ عند ترديدها. وبينما يمتدح البعض ولاءها لزوجها وقبولها الشجاع باللعنة والأعراف الجنسانية، يدين البعض الآخر فحشاءَها.

## تأثيل
يمكن تقسيم كلمة أهاليا إلى جزأين: أ: بادئة تدل على النفي، وهاليا، والتي تعرفها القواميس السنسكريتية بأنها مرتبطة بالمحراث أو الحِراثة أو التشوه.
 في كتاب أوتار كاندا(7) من رامايانا يشرح الإله براهما معنى الكلمة السنسكريتية أهاليا على أنها «شخص خالٍ من أي قُبحٍ» أو «شخص يتمتع بجمال لا تشوبه شائبة» بينما يخبر إندرا كيف خُلقت أهاليا بأنْ أخذ براهما الجمال المميز من كل الخلق وجعله يتجسد في كل جزءٍ من أجزاء جسدها. ولأن بعض القواميس السنسكريتية تترجم كلمة أهاليا على أنها تعني «غير المحروثة» كون بعض المؤلفين الجدد ينظرون إلى هذا المعنى على أنه إشارة ضمنية إلى الجماع ويجادلون بأن الاسم يشير إلى شخصية عذراء أو أم. وهذا السياق يتناسب مع شخصية أهاليا التي يُنظر إليها على أنها بعيدة عن متناول إندرا بطريقة أو بأخرى. ومع ذلك فسر الحائز على جائزة نوبل رابندرانات طاغور (1861-1941) الذي ركز على المعنى الحرفي لكلمة «غير المحروثة» أهاليا على أنها رمز للأرض غير المحروثة أو البِكْر والتي جعلها راما صالحة للزراعة. يتفق الأستاذ في جامعة دلهي بهاراتي جافيري مع طاغور في تفسير أهاليا على أنها «أرض غير محروثة أو غير مهيئة»؛ لأنَّه استند في تفسيره هذا على تقليد شفهي غير مؤرخ متداول عند قبيلة بهيل رامايانا في ولاية غوجارات يُشير إلى هذا المعنى.

## الخلق والزواج
غالبًا ما توصف أهاليا بأنها آيونيجاسامبهافا أي التي لم تَلدها امرأة. وذكر نص بالا كاندا (كتاب الطفولة) من ملحمة رامايانا (القرن الخامس إلى الرابع قبل الميلاد) أن براهما قد كوَّنها «بجهد عظيم من الطاقة الإبداعية النقية». وقد وثِّقت قصة خلقها من قبل براهما في نص براهما بورانا(3) (401-1300 م) ونص فيشنودارموتارا بورانا(4) (401-500 م) المقدسين. وبحسب تقليد الرقص المهاريشي فقد خلق براهما أهاليا من الماء كأجمل امرأة وذلك نكاية بأورفاشي المعتدة بنفسها والأبسارا الأولية (العذراء السماوية). وعند قبيلة بهيل رامايانا تبدأ القصة بأهاليا وغوتاما وإندرا. في هذه الحكاية يتم خلق أهاليا من رماد النار القربانية بواسطة سابتاريشي (الراؤون السبعة) ويتم إهدائها إلى غوتاما. في المقابل اعتبر نص البهاغافاتا بورانا(5) (501-1000 م) ونص الهاريفانش(6) (1-300 م) أهاليا أميرة من أميرات سلالة بورو، وابنة الملك مودغالا وأخت الملك ديفوداسا.
في كتاب أوتارا كاندا(7) من الرامايانا يعتبره معظم العلماء إضافة لاحقة للملحمة صنع براهما أهاليا كأجمل امرأة وحرص على وضعها في رعاية غوتاما حتى تصل إلى سن البلوغ. وعندما يحين الوقت، يجب على الحكيم غوتاما أن يُعيد أهاليا إلى براهما. وقد أُعجب بارهما بسيطرة الحكيم غوتاما على شهوته الجنسية وزهده عن الملذات مما جعله يهبها إليه. وهنا ينزعج إندرا الذي يؤمن بأن جميع النساء الجميلات هُن من حقه، ويستاء من زواج العجوز الزاهد الذي يسكن الغابة من أهاليا.
يقدم كتاب براهما بورانا(3) رواية مشابهة إلى حد ما عن ولادة أهاليا وبداية رعايتها، وتتحدث عن أنَّ زواجها تم تحديده من خلال منافسة مفتوحة. يعلن براهما أن أول كائن يدور حول العوالم الثلاثة السماء والأرض والعالم السفلي سيحظى بأهاليا. وكعادته المخادعة يستخدم إندرا قواه السحرية لإكمال التحدي وأخيرًا يتقدم إلى براهما ويطلب يد أهاليا منه. وبالرغم مما حصل فقد أبلغ الحكيم الإلهي نارادا الإله براهما بأنَّ غوتاما تجول في العوالم الثلاثة قبل إندرا. ويوضح نارادا أن غوتاما قد طاف حول بقرة الرغبات المتجددة سورابي أثناء ولادتها كجزء من البوغا اليومية (عرض شعائري)، مما جعل البقرة تعادل الثلاثة عوالم وفقًا لكتاب الفيدا المقدس. وأخيرًا، يوافق براهما على زواج أهاليا من غوتاما، تاركًا إندرا في نار حسده وسورة غضبه. وتظهر نسخة مشابهة ولكنها مختصرة من حياة أهاليا المبكرة في نص بادما بورانا(2) (701-1200 م).
في جميع نسخ القصة، بعد زواجها من غوتاما، تستقر أهاليا في الأشرم مكان للتنسك، والذي أصبح بشكل عام موقع للعنتها الملحمية. تتحدث الرامايانا عن إن أشرم غوتاما موجود في غابة (ميثيلا - أوبافانا) بالقرب من مدينة ميثيلا حيث مارس الزوجان التنسك والزهد معًا لعدة سنوات. في الكتب المقدسة الأخرى عادة ما يكون الأشرم بالقرب من ضفة النهر. يقول نص براهما بورانا أنه يقع بالقرب من نهر جودافاري ويضعه نص سكاندا بورانا(8) الأدبي (701-1200 م) بالقرب من نهر نارمادا. ويصف نص بادما بورانا ونص براهما فيفارتا بورانا(9) (801-1100 م) الأشرم على أنه بالقرب من مدينة بوشكار المقدسة.

## التلميح للعلاقة
لمَّحت البراهمانا (من القرن التاسع إلى القرن السادس قبل الميلاد) وهي أقدم الكتب المقدسة إلى العلاقة بين أهاليا وإندرا بأنها علاقة رمزية وردت في «صيغة سوبراهامانيا»، وهي ترنيمة يستخدمها كهنة الفيدا في بداية التضحية لدعوة المشاركين الرئيسيين: إندرا والآلهة والبراهمة الكهنة. وتذكر نصوص الجيمينيا براهمانا والسادمشا براهمانا من تقليد سامافيدا(10) والشاتاباتا براهمانا والتتيريا البراهمانية من تقليد ياجورفيدا(11) واثنان من نصوص الشيروتسروتراس (لاتيايانا ودراهيانا)، أنَّ إندرا «عشيق أهاليا»... قد تقمص هيئة ياكوشيكا (براهمين) والذي يسمي نفسه غوتاما. ويعرّفها تقليد سامافيدا على أنها مايتري والتي يفسرها المعلق سايانا (توفي عام 1387) بأنها «ابنة [الإله] ميترا».
في صيغة نص السوبراهمانيا أن أهاليا لا زوج لها. ولا يذكر نص السادمشا براهمانا صراحة أن أهاليا لديها زوج، على الرغم من وجود ياكوشيكا الذي يفسره معظم العلماء على أنه زوج أهاليا في القصة، كما ويمكن الاستدلال على علاقته بها من خلال تبني إندرا لشكل براهمين من أجل «زيارة» أهاليا. وقد نبَّهت ريناتي سونين ثيم وهي باحثة مساعدة في كلية الدراسات الشرقية والإفريقية إلى إنَّ كوشيكا من السادمشا براهمانا هو نفس الشخص الموصوف بأنه يلعن إندرا في ملحمة ماهابهاراتا من القرن الخامس إلى الرابع قبل الميلاد.
وقد وضَّح، المعلق على شاتاباتا براهمانا، كوماريلا بهاتا، أنَّ السرد القصصي «أهاليا – إندرا» ما هو إلَّا قصة رمزية للشمس أو الضوء (إندرا) الذي يُذهِبُ عتمة الليل (أهاليا). وقد قام إدوارد واشبورن هوبكنز عالم الهنديات الأمريكي بتفسير أهاليا من نص السوبراهامانيا بأنها لا تُشير إلى امرأة بل هي حرفيًا «أرض لم تُحرَثْ بعد»، والتي يجعلها إندرا خصبة.

## الإغواء

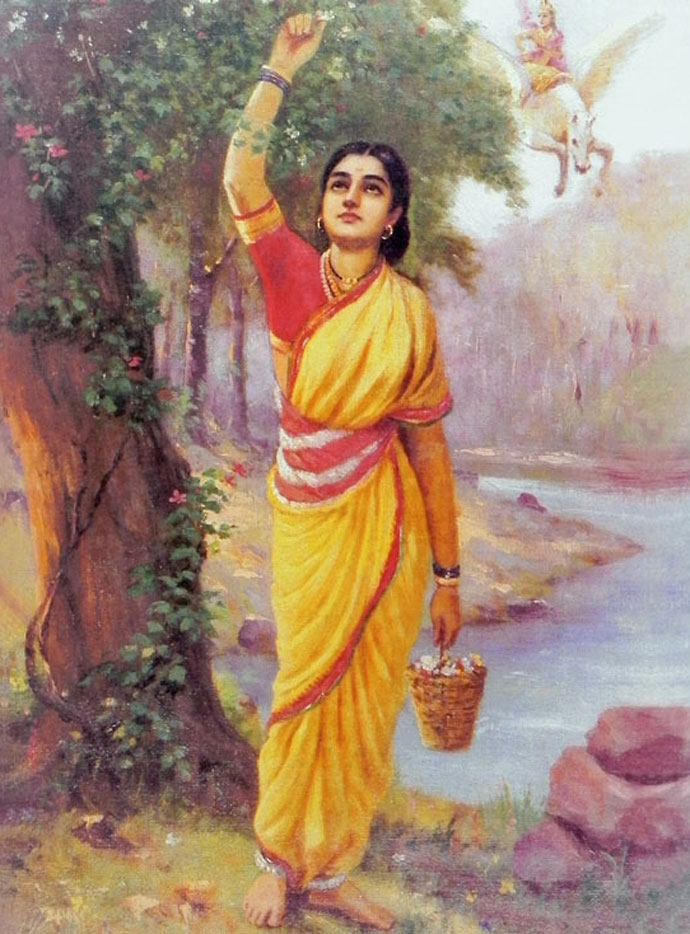
راجا رافي فارما أهلا إندرافالوكان: أهاليا تقطف الزهور بينما يأتي إندرا على الحصان المجنح لزيارتها (أعلى يمين اللوحة).

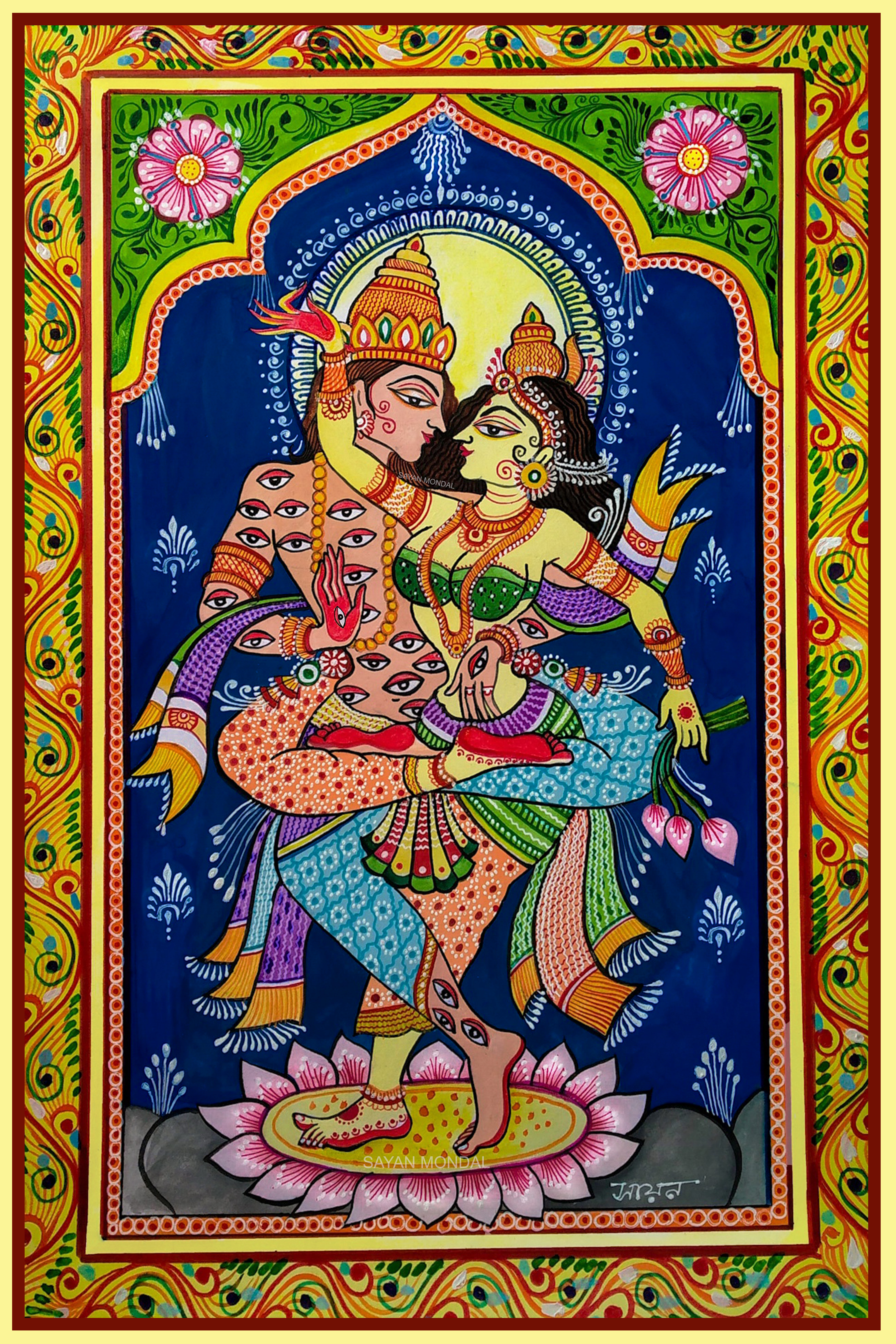
إندرا مع أهاليا، لوحة باتاشيترا المعاصرة.

يُعتبر نص بالا كاندا من رامايانا كأقدم نصٍ يصف إغواء أهاليا بالتفصيل. إذ ينصُّ على أنَّ إندرا قد فُتِنَ بجمال أهاليا ما جعله يترصد تحركات زوجها؛ لكي يأتي فيما بعد إلى الأشرم مُتنكِّرًا بهيئة غوتاما ليتسنى له طلب مواقعة أهاليا ولكي يتمكن من الثناء على جمالها الآسر ويمتدح رشاقتها. ويذكر النص بأن أهاليا قد أدركت تنكره ولكنها وافقت إندرا؛ بسببٍ من «فضولها». وبحسب تفسير آخر، فإن تفاخر أهاليا بجمالها قد أجبرها على هذا الفعل. وبعد أن نال غايته منها طلبت أهاليا من إندرا «عشيقها» و«أفضل الآلهة» الهُرُوب وحمايتهما من سخط غوتاما. ويتحدث نص كاتاساريتساغارا (القرن الحادي عشر الميلادي) صراحة عن إنَّ إندرا قد أتاها بلا تنكر.
وعلى الرغم من أنَّ نص بالا كاندا يُشير إلى أنَّ أهاليا قد ارتكبت الزنا بوعي منها فإن نص أوتار كاندا في رامايانا ونصوص البورانا التي جمعت بين القرنين الرابع والسادس عشر الميلاديين تعفيها من كل ذنب. وقد أعاد أوتار كاندا سرد القصة وهي أنَّ إندرا قد اغتصب أهاليا. وفي إشارة واحدة في ملحمة الماهابهاراتا يذكر الملك ناهوشا بريهاسباتي معلم إندرا كيف أن إندرا «انتهك» ريشي باتني «الشهيرة» وريشي باتني (زوجة الحكيم) هي أهاليا. ووفقًا للباحثة سونن - ثيم فإن استخدام كلمتي «انتهاك» و«مشهورة» يشير إلى أنَّ أهاليا لا تعتبر زانية.
تقدم نصوص البورانا ثيمات يتردد صداها في الأعمال اللاحقة ومنها خداع إندرا لأهاليا غير المرتابة من تنكره حينما أتاها في غياب غوتاما بهيئة زوجها. ويذكر نص بادما بورانا أنه بعد مغادرة غوتاما لممارسة مغتسله الشعائري، تنكر إندرا في زي غوتاما وطلب من أهاليا إرضائه. ولكن، أهاليا، المستغرقة في العبادة، رفضته، معتبرة أنه من غير الملائم ممارسة الجنس على حساب إهمال الآلهة. فذكرها إندرا أن واجبها الأول هو خدمته. في نهاية المطاف استسلمت أهاليا لكن غوتاما كان قد علِمَ بِخداعِ إندرا من خلال قواه الخارقة وعاد إلى الأشرم. وقد عُثِرَ على قصة مماثلة في نص براهما بورانا. في بعض الأحيان، يتخذ إندرا شكل الديك الذي يصيح فجرًا؛ ليُنبه غوتاما للوضوء الصباحي كما هو مذكور في ترجمة القرن الثامن عشر في فن التيلجو للشاعر المحارب فينكاتا كريشنابا ناياكا من أسرة مادوراي ناياك. في نُسَخٍ أخرى يستخدم إندرا شريكًا مثل إله القمر شاندرا لإلهاء غوتاما. وفي نص براهما فيفارتا بورانا تأتي أهاليا للاستحمام في سفارنادي (النهر السماوي) وحينما رآها إندرا فُتِنَ من فوره بها. وبانتحاله هيئة غوتاما، مارس إندرا الجنس معها حتَّى استنفدا شبقهما فغطسا في النهر معًا، ورغم ذلك، فقد باغتهما، على حين غرة، غوتاما. وتركز نسخة أخرى في نفس نصوص البورانا على مسألة وهي كيف أنَّ إندرا انتهك عفة أهاليا. في هذا النسخة، يقترب إندرا من أهاليا على ضفاف نهر مانداكيني في شكله الطبيعي لطلب خدمة جنسية وهو ما ترفضه أهاليا بشكل قاطع. فيتظاهر إندرا بعد ذلك بأنه غوتاما ويحقق مراده.
في بعض النسخ ذُكِرَ بأنَّه على الرغم من أنَّ أهاليا قد خُدِعَت في البداية من خلال تنكر إندرا إلَّا إنَّها تعرَّفت في النهاية على المُتنكر. وفي نص سكاندا بورانا أهاليا تشم رائحة إندرا السماوية وتدرك حماقتها وهو يحتضنها ويقبلها...الخ (ربما يشير إلى فعل جنسي). وبتهديد إندرا باللعنة أجبرته أهاليا على الكشف عن شكله الحقيقي. ومع ذلك فإن نسخة كامبان التاميلية المُعدلة في القرن الثاني عشر من رامايانا والمسماة رامافاتارام تروي أن أهاليا تدرك أن عشيقها محتال لكنها تواصل الاستمتاع بالملاطفة. وهنا توافق أهاليا على ممارسة الجنس مع إندرا المتنكر؛ لأنها طالما كانت «متحرقة بشدة» إلى اهتمامٍ من زوجها العازف عن الشهوات.
صُوِّرَت أهاليا في ترجمة فينكاتا كريشنابا ناياكا التيلجو على أنها زانية رومانسية. وأنه عندما خلق براهما أهاليا كأجمل مخلوق تقع في حب إندرا وتتوق إليه لكن براهما يمنحها لغوتاما. وبعد زواج أهاليا أصبح إندرا في توقٍ وشوقٍ عظيمٍ لها. وكان كثيرًا ما يزورها ويغازلها في غياب غوتاما. وفي وقت من الأوقات، تتلقى أهاليا زيارة من رسول إندرا، الذي شرع في السخرية من الأزواج الذين يتجنبون الجنس بقولهم إنه ليس اليوم المناسب للمتعة. وهنا، احتجت أهاليا مؤكدة أنها تتخيل غوتاما على أنه إندرا لأنها تمارس الجنس وأن المرأة يجب أن تكون كالحجر فتتجاهل كل فكرة عن الإشباع الجنسي. وفي تلك الليلة عندما تَحِنُّ أهاليا إلى النعيم الزوجي يرفضها غوتاما قائلاً إنها ليست في فترة خصوبتها. وفي أوج شبقها تمنت أهاليا أن يكون إندرا معها لإرضائها. فيدرك إندرا رغبتها فأتى متنكرًا في هيئة غوتاما ولكن تم كشفه من خلال كلامه المعسول. وبسعادة غامرةٍ وتناسٍ للخدعة تركته يمارس الحب معها.

## اللعنة والخلاص
بينما تتفق معظم النسخ على أن غوتاما يلعن أهاليا بعد اكتشافه لهذه الحادثة، فإن اللعنة تختلف من نص إلى آخر. ومع ذلك فإن جميع النسخ تقريبًا تُرجِعُ فضل تحرير وافتداء أهاليا من لعنتها إلى الإله راما.

### عقاب أهاليا وإندرا

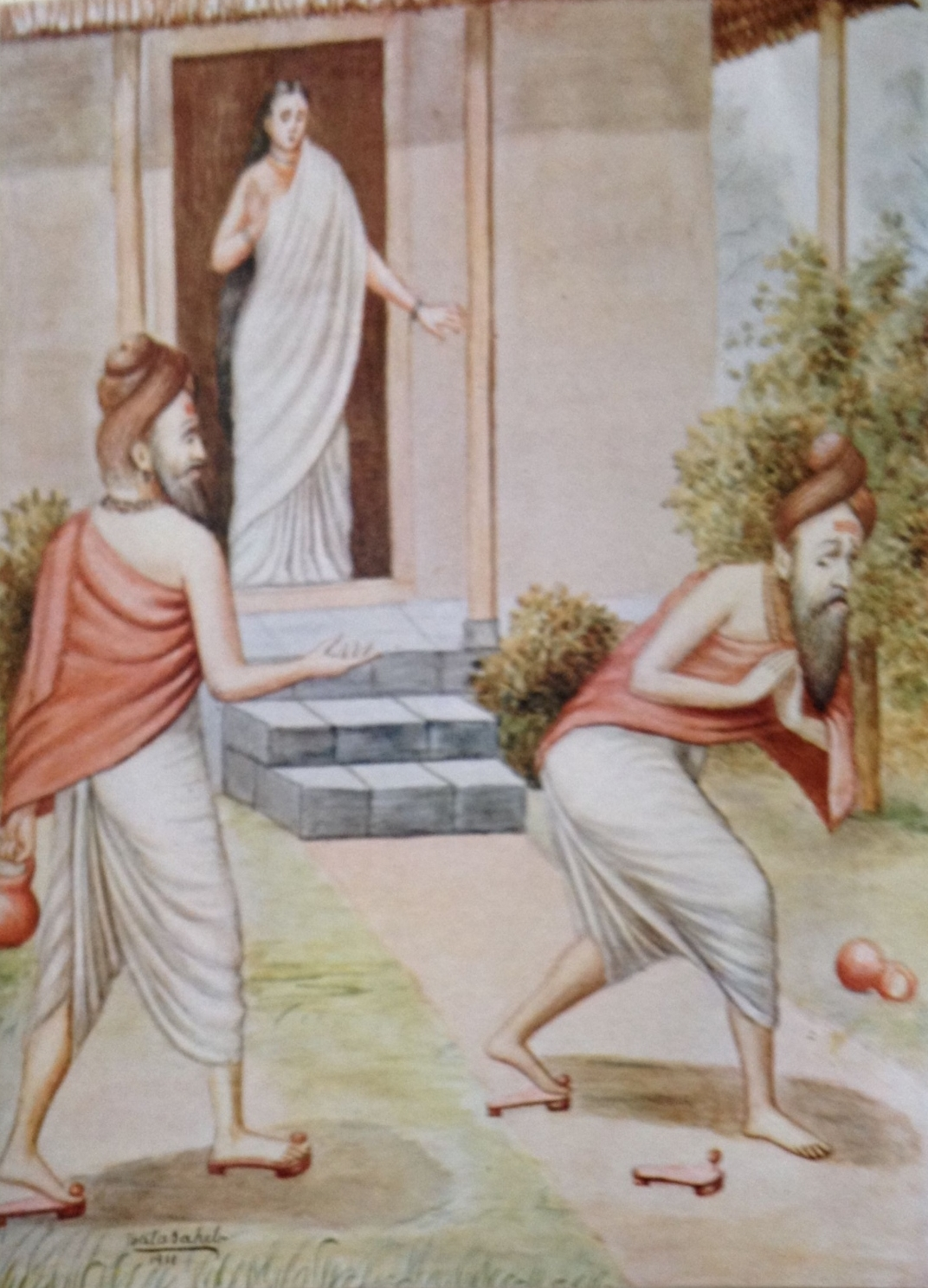
شتم غوتاما زوجته أهاليا لأنها سمحت لإندرا بالدخول إلى صومعة تنسكها.

يذكر نص بالا كاندا أن غوتاما كشف إندرا، الذي لا يزال متنكرًا، ولعنه بأن يفقد خصيتيه. ثم يلعن غوتاما أهاليا بأنْ تظل غير مرئية لجميع الكائنات لآلاف السنين، وذلك من خلال العيش على الهواء فقط، وأن تعاني أثناء نومها في الرماد وعذاب ما ارتكبت من خطيئة. ومع ذلك، يؤكد لها أن خطيئتها ومعاناتها ستنتهي بمجرد أن تُحسن ضيافة راما الذي سيزور الأشرم. بعد ذلك، نأى غوتاما عن الأشرم وذهب إلى جبال الهيمالايا لممارسة الزهد. وأثناء غيابه مرَّ كل من أمير أيودهيا راما وشقيقه لاكشمانا ومعلمهما الحكيم فيشفاميترا بأشرم غوتاما الخاوي أثناء سفرهم إلى بلاط الملك جاناكا في ميثيلا. عندما اقتربوا من الأشرم، روى فيشفاميترا قصة لعنة أهاليا ووجه راما لإنقاذها. وعلى الرغم من أنَّ أهاليا ملعونة، إلا أنَّ فيشفاميترا يصفها على الرغم من ذلك بأنها شبيهة بالإلهات والمجيدة، ويكرر تسميتها بـ «ماهابهاغا»، وهو مركب سنسكريتي متكون من (مها وبهاغا) يُترجم على أنه «الأكثر شهرة وتميزًا»؛ يتناقض هذا التفسير مع تفسير الزعيم الروحي والفيلسوف رامبادراشاريا، الذي يعتقد أن كلمة ماهابهاغا، في سياق قصة أهاليا، تعني «ما يُؤسف له جًدا» (مها وأبهاغا).(15) وبعد فيشفاميترا يدخل الأمراء الأشرم ليروا أهاليا التي كانت حتى ذلك الحين غير مرئية للعالم. وهنا، توصف أهاليا بأنها متوهجة من شدة تفانيها وزهدها، ولكنها مُتوارية عن العالم كالشمس التي تحجبها الغيوم الداكنة، ونور البدر الذي يخفيه الضباب أو اللهب المتوهج الذي يخفيه الدخان. وتحت إشراف معلمه، اعتبر الإله راما بأنَّ أهاليا نقية ولا تشوبها شائبة، ويرافقها لاكشامانا، وينحني عندها من خلال لمس قدميها، وهو فعل يعيد لها مكانتها الاجتماعية. وبدورها، رحبت أهاليا بهم، متذكّرة كلمات غوتاما بأن راما سيكون مخلصها. واستقبلته بترحيب حارٍ، فقدمت له «تقدمة ترحيبية» من ثمار الغابة وغسلت قدميه، كعمل احترام وفقًا لطقوس تلك الحقبة. وهنا، أمطرت الآلهة والكائنات السماوية الأخرى راما وأهاليا بالزهور وانحنت لأهاليا التي تطهرت وكفرت عن ذنبها. ثم يعود غوتاما إلى الأشرم ويقبلها.

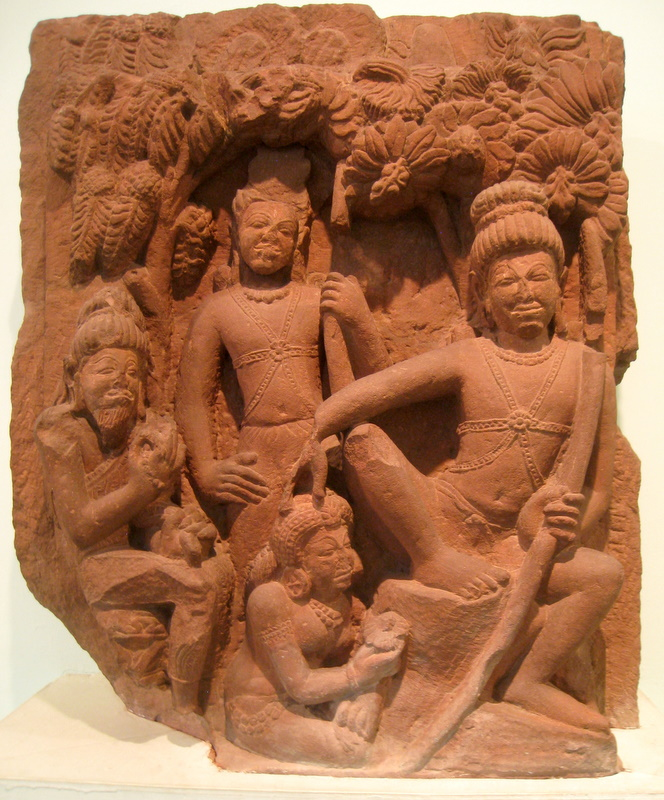
أهاليا تقدم الفاكهة والزهور إلى راما، منقذها، في منحوتة حجرية تعود إلى القرن الخامس الميلادي من ديوغها، حاليًا في المتحف الوطني، نيودلهي.

في إحدى الحالات في ملحمة ماهابهاراتا يُقال إن إندرا قد لُعِنَ من خلال تحويل لحيته المُلتفَّة إلى ذهب لأنه أغوى أهاليا، في حين أن لعنة كوشيكا يُستشهد بها على أنها كانت السبب في إخصائه. وفي نص أوتارا كاندا يُلعن إندرا بأنْ يفقد عرشه ويقاسي النفي ويتحمل نصف خطيئة كل اغتصاب يُرتكب على الإطلاق،(16) بينما تُلعن أهاليا البريئة بفقد مكانتها كأجمل امرأة في الكون؛ لأنها دفعت إندرا إلى الفتنة. تدعي أهاليا براءتها (هذا الجزء غير موجود في جميع المخطوطات) لكن غوتاما يشترط عليها أنها فقط حين يتم تطهيرها من خلال تكريمها لراما سيتقبلها.
عُثِرَ أيضًا على دفاعٍ لأهاليا تبريري في بعض نصوص البورانا. وفي نص براهما بورانا تُلعن أهاليا لتصبح مجرًا جافًا، لكنها تدافع عن براءتها فتقدم خدمها الذين خدعهم تنكر إندرا كشهود. يُخفِّف غوتاما من وطء اللعنة على «زوجته الحَصَان» ويتم تعويضها عندما تنضم إلى نهر غوتامي (جودافاري) كجدول. ويُلعن إندرا بأنْ يحمل عاره على شكل ألف قرحة أو (فرجٍ) على جسده، لكنَّ القُرَحَ تتحول إلى عيون وهو يستحم في نهر غوتامي. ويعتبر نص براهما بورانا استثناءً نادرًا حيث يتم إسقاط راما من السرد. وبدلاً من ذلك، يتم تبيين عظمة نهر غوتامي. ويروي نص بادما بورانا أنه بينما حاول إندرا الفرار على شكل قطة، لعنه غوتاما بأن يفقد أعضائه التناسلية ويحمل ألف قرحة على جسده. كما وتعلن أهاليا المخدوعة أنها لا لوم يقع عليها، لكنَّ غوتاما يعتبرها نجسة فلعنها لتصير مجرد هيكل عظمي. ويقرر بأنها ستستعيد شكلها الجميل عندما يستبشر راما حال رؤيتها وهي مبتلاة وجافة (تذكيرًا بفكرة المجرى الجاف)، وبدون جسد (لعنة رامايانا) ومستلقية على الطريق (سمة غالبًا ما تستخدم لوصف حجر). وعندما يأتي راما سيعلن براءتها ويثبت جريمة إندرا، وعندها تعود أهاليا إلى مسكنها السماوي وتعيش مع غوتاما.

### فكرة التحجر

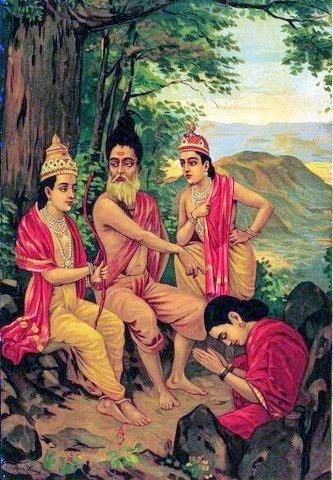
أهالية تخرج من شكلها الحجري بعد أن لمستها قدم راما. إن فكرة تحويل أهاليا إلى حجر تحظى بأهمية كتابية في البورانا. (طباعة أوائل القرن العشرين بواسطة مطبعة رافي فارما)

في الرواية الشعبية للأسطورة في الأعمال اللاحقة وكذلك في المسرح والوسائط الإلكترونية تحولت أهاليا إلى حجر بسبب لعنة غوتاما، وتعود إلى شكلها البشري فقط بعد أن لمستها قدم راما. براديب باتاتشاريا مؤلفة كتاب بانش كانيا: العذارى الخمس للملاحم الهندية تجادل بأن هذه النسخة من القصة هي نتيجة «لردة فعل ذكورية عنيفة» وكذلك نتيجة الأساطير البطريركية المخترعة التي تدينها باعتبارها كيان لا وجود له وخالٍ من المشاعر والاحترام للذات والمكانة الاجتماعية.
وفقا لنص براهما فيفارتا بورانا يلعن غوتاما إندرا ليقاسي عذاب ألف قرحة، والتي ستتحول إلى عيون عندما يعبد إله الشمس سوريا. وأمَّا، أهاليا، وعلى الرغم من براءتها، فتحولت إلى حجر مدة ستين ألف عام وقُدِّرَ لها أن تعود كما كانت، فقط، بلمسة من راما. فتقبل أهاليا الحكم بدون جدال. وفي نسخة أخرى من نفس بورانا، يُدرك غوتاما إندرا وهو يهرب كقطٍ فيلعنه بالإخصاء. وقد تقبل غوتاما ادعاء أهاليا بالبراءة، والتي أعلنت أنَّ عقلها نقي وأنها حافظت على «نذر العفة والإخلاص»، لكن بذرة رجل آخر قد دنست جسدها. فأمرها غوتاما بالذهاب إلى الغابة لتُصبح حجرًا إلى حين إنقاذها بلمسة من قدمي راما. وفي ترجمة فينكاتا كريشنابا ناياكا تيلوجو، عندما يغادر إندرا على مضض، يصل غوتاما ويلعن أهاليا لتصبح حجرًا، ليتم تطهيرها لاحقًا بواسطة أقدام راما. بعد تحريرها من اللعنة، يتصالح غوتاما وأهاليا ويقضيان أيامهما في الفراش، يستكشفان الأمور الجنسية.
يذكر نص سكاندا بورانا أنه عندما يصل غوتاما، تشرح أهاليا القصة بأكملها بصدق، لكن غوتاما يلعنها لتصبح حجرًا، لأنه يعتقد أنها تمثلت دورَ حجرٍ أصمٍّ، فأصبحت غير قادرة على تمييز الفرق بين حركات وإيماءات إندرا وغوتاما. ويتم التنبؤ بلمسة قدمي راما لتكون هي منقذتها. وإندرا الفزع يهرب كقطّة ويُلعن بالإخصاء. إنَّ صدق أهاليا لوحظ أيضًا في نص كاتاساريتساغارا. فعندما يصل غوتاما بعد الحادثة، حاول إندرا الفرار كقط لكنه لُعن كما ذُكر سابقًا. وعندما سألها غوتاما عن زائرها، أجابت أهاليا بذكاء أنها كانت ماجارا، وهي كلمة تعني إما «قطة» أو، عند تقسيمها إلى ما-جارا، فتعني «عشيقي». يضحك غوتاما ويلعنها حتى تتحول إلى حجر، لكنه قرر طريقة خلاصها وذلك من قبل راما لأنها على الأقل قالت الحقيقة.

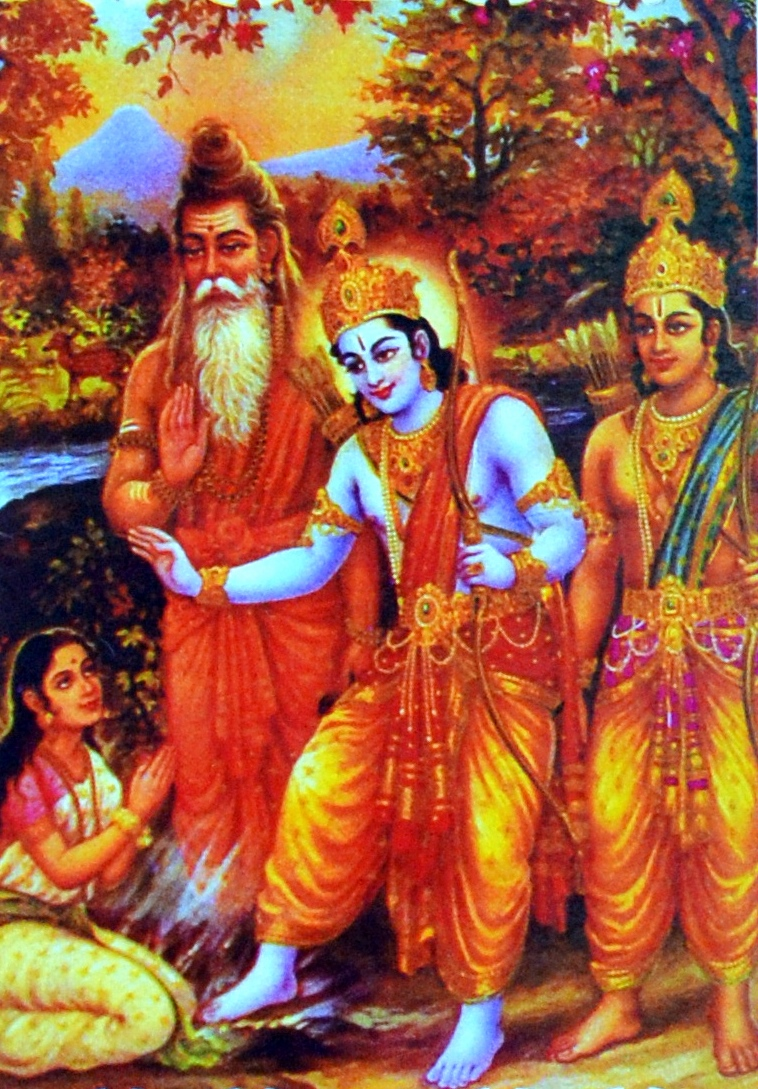
خلاص أهاليا، كما هو مُصوَّر على غلاف كتاب أهاليداراها (2006) من تأليف رامبهادراشاريا.

تظهر فكرة التحجر أيضًا في أعمال غير كتابية. فتشير راغوفامسا من كاليداسا (مدونة تاريخية من القرن الرابع الميلادي) إلى أن زوجة غوتاما (غير المسماة هنا) أصبحت للحظات زوجة إندرا. ومن دون ذكر اللعنة صراحة فإن الأمر يتعلق أيضًا بأنها استعادت شكلها الجميل وأُزيل مظهرها الحجري بفضل النعمة التي يوفرها غبار قدمي راما الذي خلصها. غوتام باتيل مؤلف العديد من الأعمال حول كاليداسا يُنسب إليه الفضل باعتباره أول شخص يقدم فكرة التحجر. وفي رامافاتارام أيضا لا يجب على راما أن يلمس أهاليا بقدمه؛ لأنَّ الغبار من قدميه يكفي لإعادتها إلى الحياة. وكما هو الحال في النسخ الأخرى من الحكاية، تحولت أهاليا التائبة إلى حجر، ليتم تحريرها من قبل راما، وهرب إندرا متخفيًا في هيئة قطة لكنه لُعن...الخ. ورامافاتارام هو مثال لشعراء عصر بهاكتي الذين يمجدون راما كمخلص.
على الرغم من اختلاف الآراء حول ما إذا كانت رواية بالا كاندا لأهاليا تشير إلى ألوهية راما، فإن المصادر اللاحقة تؤكد مكانة راما الإلهية، وتصور أهاليا على أنها امرأة مدانة أنقذها الإله. ويستخدم شعراء عصر البهاكتي الحادثة كنموذج بدائي يُبرهن النعمة الخلاصية للإله. الموضوع الرئيسي لهذه الروايات هو تحريرها من قبل راما، والذي يُنظر إليه على أنه دليل على تعاطفه.
معظم الفصل الخامس من كتاب بالا كاندا من أدهيتيما رامايانا مضمن في براهماندا بورانا، القرن الرابع عشر مكرس لحادثة أهاليا. ومثل معظم النسخ الأخرى من القصة، تحولت أهاليا إلى حجر ونُصِحَت أن تستغرق في تأمل راما، «الرب الأعلى». وعندما يلمس راما الحجر بقدمه بناءً على نصيحة فيشفاميترا، تتحول أهاليا إلى بكر جميلة وتأخذ تُنشِدُ مدحًا (تسبيحًا) طويلًا مُكرَّسًا لراما. فتصف شكله الأيقوني وتُبجله باعتباره تجسيدًا لفيشنو ومصدرًا للكون يُجِلُّه العديد من الآلهة. وبعد تبجيله، عادت إلى غوتاما. وفي نهاية السرد، تُوصَف، ترنيمة أهاليا في مدح راما، بأنَّها تسبيحٌ مثالي لمريدٍ؛ لجني ونوال نعمة وفضل راما.
تُسقِط، ملحمة الأوادهي راماكاريتاماناسا القرن السادس عشر سرد زيارة إندرا لأهاليا. في هذه الملحمة، يخبر فيشفاميترا راما أن أهاليا الملعونة قد اتخذت شكل صخرة وتنتظر بفارغ الصبر غبار قدميه. وقد قالت أهاليا لراما أن غوتاما كان محقًا في لعنها، وتعتبرها أعظم نعمة؛ لأنَّ عينيها اكتحلت برؤيته وهو يحررها من نمط الحياة الدُنيوية. وكما هو الحال في أوادهي رامايانا تمدح أهاليا راما باعتباره الرب العظيم الذي خدمته الآلهة الأخرى، وتطلب نعمة الفناء في خدمته بكل تفانٍ وتغادر بعد ذلك إلى منزل زوجها. ينتهي السرد بالثناء على راما. يلمح تولسيداس شاعر وفيلسوف هندوسي إلى هذه الحادثة عدة مرات في ملحمته الشعبية راماكاريتاماناسا بينما يُركِّز على أهمية إحسان راما. وتعليقًا على هذه الرواية في راماكاريتاماناسا، يقول المعلم الروحي رامبادراتشاريا أنَّ راما دمر ثلاثة أشياء: خطيئة أهاليا ببصره، واللعنة بغبار قدميه والبلاء بلمسة قدميه، كما يتضح من استخدام وزن «تريبانجي» بمعنى «مدمر الثلاثة» في المقاطع التي تشكل مدح أهاليا.

### تفاصيل مغايرة
في بعض الاستثناءات الشاذة، يتم إسقاط اللعنة من السياق. وفي حالة ملحمة الماهابهاراتا تعيب تفاصيل الإغواء إذ بدلا عنها يُذكر بأنَّ غوتاما الغاضب يأمر ابنه شيراكاري بقطع رأس والدته «المُدنسة» ويغادر الأشرم. ومع ذلك فإن شيراكاري متردد في شأن تنفيذ الأمر وخلص لاحقًا إلى أن أهاليا بريئة. وبعد ذلك يعود غوتاما ويَرجِعُ عن قراره المتسرع مدركًا أنَّ إندرا هو الطرف الوحيد المذنب. في نص بهيل رامايانا يهاجم غوتاما ويسجن إندرا، ويشترط، لتحريره من سجنه أنْ يَعِدَ بإنزال المطر على المحاصيل باعتباره إلهَ المطر. كما يتعهد بتخصيص رُبع المحاصيل له. هنا، يتم تفسير أهاليا على أنها أرض جافة ومحترقة تتوق إلى الأمطار التي يرسلها إندرا الذي قُهِرَ بواسطة إعصار غوتاما الأهوج.

## التمثلات الحديثة

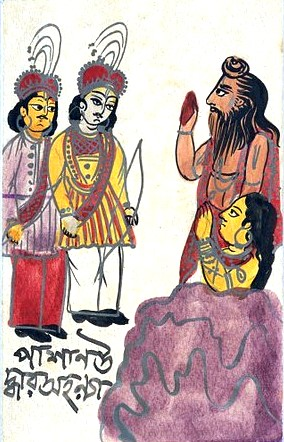
راما يحرر أهاليا من شكلها الحجري في لوحة كاليغات التي تعود إلى القرن التاسع عشر.

أُعِيْدَ النظرُ في قصة أهاليا من قبل ثُلة من الكُتاب المعاصرين وذلك على ضوء القصص القصيرة أو الشعر المنظوم بلغات هندية مختلفة. وعلى الرغم من أن أهاليا شخصية ثانوية في جميع المصادر القديمة، «تم وصمها واحتقارها من قبل من حولها» لانتهاكها أعراف وتقاليد المجتمع إلَّا أنَّ الكتاب الهنود المعاصرين رفعوها إلى مرتبة البطلة الملحمية، بدلاً من كونها شخصية مُستحقرة في ملحمة راما. ومع ذلك، في تعديلات رامايانا التعبدية الحديثة يُشار إلى كون راما هو البطل الذي حرر أهاليا بطريقة تُعتبر خارقة للطبيعة.(17)
مازالت قصة أهاليا حيَّة في الشعر الحديث، لاسيَّما في أعمال رابندرانات طاغور باللغتين البنغالية والإنجليزية؛ وفي الدراما الشعرية الكنادية لـ بي تي ناراسيمهاشار عام 1940، أهاليا، والتي توازن وتتدبر كاما مقابل دارما أي (المتعة مقابل الواجب)؛ وأيضًا في أعمال العالم والشاعر السنسكريتي شاندرا راجان. ويتم إعادة سردها عدة مرات في التمثيليات المسرحية وكذلك في الإنتاج السينمائي والتلفزيوني. وإنَّ موضوعة أهاليا هي فكرة شائعة في تقاليد الرقص الخاصة بمعبد مهاريشي في أوديشا. ومن ضمن الأعمال والفنون الأدائية الأخرى التي استخدمت قصة أهاليا، رقصة موهينياتام في ولاية كيرالا؛ وفي أهاليا مكشام، مسرحية لكونشان نامبيار تم عرضها في تقليد أوتامثولال؛ وساتي أهاليا، دراما باديا ناتاكام من ولاية أندرا براديش.
في أوائل القرن العشرين أُعيد إحياء الأعراف الماضية. إذ يصف الشاعر با. سوبرامانيا موداليار في قصيدته التاميلية (1938) كيف إنَّ أهاليا تُحدِّث إندرا عن العفة لكن شهوة إندرا تجبره على اغتصابها. وكيف يحول غوتاما أهاليا إلى حجر لتحريرها من الصدمة. ويصور الكاتب التاميلي يوجيار أهاليا بأنها ساذجة تنام مع إندرا المُتنكر ثم يغلب عليها الشعور بالذنب وتطلب العقاب. وفي نسخة سريبادا كريشنامورتي ساستري التيلوجو لرامايانا (1947) وهي واحدة من أكثر النسخ الخاضعة للرقابة من الحكاية تختصر قصة لقاء إندرا بأهاليا إلى مجرد مصافحة.
أعاد مؤلفون آخرون تفسير أسطورة أهاليا من منظور مختلف تمامًا، وغالبًا ما كانوا يصورون أهاليا على أنها متمردة وتروي ما حصل لها من وجهة نظرها. ويركز نارايان (1906-2001) على التفاصيل النفسية للقصة، ويعيد استخدام الحكاية القديمة لتنكر إندرا بشخصية غوتاما، وفراره كقط، وتحجر أهاليا. وقد عُرضت واستكشفت ثيمة زنا الحب في مسرحية فيشرام بيديكار الموسيقية الماراثية براهما كوماري (1933) والأعمال المالايالامية لب. ف. رامافارييه (1941) وإم بارفاتي أما (1948). وفي عمل كاتب القصة القصيرة التاميلي كو با راجاجوبالان (1902-1994) تتوق أهاليا سراً إلى إندرا وتستمتع بمداعبته لها. وتصور رواية براتيبها راي بالأوديا (ماهاموها 1977، «شهوة عظيمة») أهاليا المستقلة والمتحررة على أنها بطلة مأساوية، إذ تقدم نفسها لإندرا حتى يتمكن من إشباع شهوته من أنوثتها. وأنَّ غوتاما حين أقنعها بأن تكذب على المجتمع بالادعاء بأنها تعرضت للاغتصاب، فإنها جادلته في موضوعة العفة وحرية الرأي.

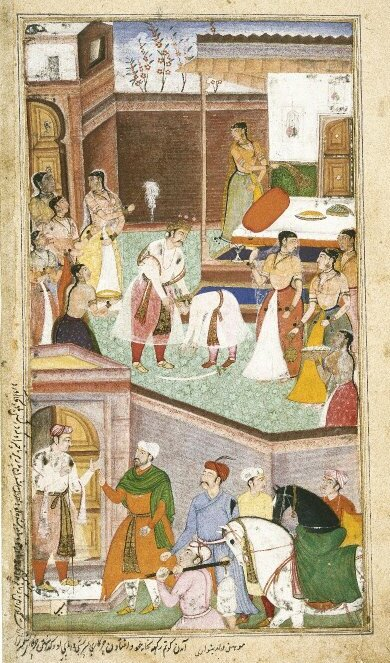
يشعر غوتاما بالارتياح عندما اكتشف أن ابنه شيراكاري لم ينفذ أمره المتهور بإعدام أهاليا. (ورقة من رازم-ناما، ترجمة فارسية لماهابهاراتا بدأها الإمبراطور أكبر في 1598-1599. حاليًا في متحف بروكلين)

يحاول بعض الكتاب تخيل حياة أهاليا بعد اللعنة والخلاص، وهي خاتمة لم يتم الكشف عنها في الكتب المقدسة القديمة. في القصة التاميلية للكاتب بدھوميبیتا المسماة سابافيموشانام («النجاة من اللعنة»، لعام 1943)، وفي عمل كي بي سريديفي اللغوي المالايالامي (1990) الذي تمت ترجمته إلى «المرأة الحجرية» يركز على «المعايير المزدوجة» لراما من منظور نسوي. ويتساءل المؤلِّفَان لماذا حرر راما أهاليا من لعنة الزنا بينما عاقب زوجته سيتا على اتهامات كاذبة بالزنا من قبل خاطفها رافانا.(18) في قصة بدھوميبیتا تعود أهاليا إلى التحجر بعد أن سمعت أن سيتا اضطرت لاجتياز محاكمة بالنار لإثبات عفتها. وتُصَوِّر سريديفي تحولها إلى حجر بعد أن علمت أن سيتا قد نُفِيَتْ من المملكة بتهمة الزنا حتى بعد إثبات عفتها من خلال المحاكمة. ويروي بدھوميبیتا أيضًا كيف أنَّ أهاليا بعد الخلاص تعاني من «متلازمة التكرار القهري لما بعد الصدمة» فتعاود تجربة إغواء إندرا وغضب غوتاما بشكل متكرر، فضلاً عن معاناتها من غضب المجتمع المحافظ الذي ينبذها.(18) وكيف يعاني غوتاما أيضًا من لوم الذات بسبب قراره المتسرع بلعن أهاليا.(18) وفي قصة أخرى بعنوان أهاليا لبدھوميبیتا، يذكر بأنَّ غوتاما يغفر لكل من إندرا وأهاليا.
تُعمِلُ قصيدة أهاليكاي التاميلية للكاتبة س. سيفاسيكارام عام 1980 النظر في الشكل الحجري في قصة أهاليا: تتزوج زوجًا لا يهتم بها وكأنها حجر، وتلتقي بإندرا لفترة وجيزة، لكنها في النهاية تُلعن لتصبح حجرًا هامدًا. ويتساءل الشاعر، أليس الأجدر بأهاليا أن تظل حجرًا، بدنيًا، فتصون كرامتها على أن تعود إلى زيجتها التي لا حياة فيها.(18) وفي قصيدة أوير ماغا (امرأة الحياة) للشاعر التاميلي نا. بيشامورثي (1900–76) يُقدم أهاليا على أنها تمثيل مجازي للحياة، مع غوتاما كرمز للعقل وإندرا رمز للمتعة. ويُمثل، الناقد الماركسي كوفي جناني، في قصيدته كاليهاي، أهاليا باعتبارها الطبقة المظلومة وراما هو المستقبل المثالي الخالي من الاستغلال. أما غوتاما وإندرا فيمثلان الإقطاع والرأسمالية. وقد وصف نقاد السينما المعاصرون شخصية أهاليا التي لعبت دورها الممثلة كامالا كوتنيس في فيلم عام 1949 ساتي أهاليأ («عفة أهاليا») بأنها شخصية ما تزال تُصور بشكل امرأة ذات سمعة مشوهة.
أصبح الحب والجنس والرغبة عناصر مهمة في حبكة مسرحية كالاكار البنجابية (1945) للكاتب سانت سينغ سيخون، والتي موضعتهم في الدراما الملحمية في العصر الحديث. إذ يصور في المسرحية أهاليا على أنها امرأة حرة الروح، تتجرأ على أن يتم رسمها عارية من قبل إندرا، تلميذ أستاذ الفن، غوتاما، وتدافع عن قرارها ضد انتقادات زوجها.(19) وفي القصة المالايالامية لـ ن.س. مادهافان (أبريل 2006) يعيد أيضًا سرد قصة أهاليا في إطار حديث، حيث تتعرض أهاليا المتهمة بالزنا للضرب على يد زوجها، وتُترك في غيبوبة حتى يعيدها طبيب الأعصاب راما إلى الحياة.(18) ويعطي الفيلم القصير أهاليا لعام 2015 لمسة نسوية للحكاية حيث يتحول الشرطي إندرا إلى دمية حجرية بعد زيارة أهاليا. كما اقتبست الحكاية في فيلم التيلجو أتارينتيكي داريدي. ومع ذلك، فإن ممارسة إعادة سرد الحكاية الكلاسيكية أهاليا إندرا في بيئة معاصرة ليست جديدة. إذ يروي نص يوجا فاسيستا (1001-1400) قصة عشيقين زانيان، الملكة أهاليا والبراهمين إندرا. هنا، تقع أهاليا وإندرا في الحب وتستمر علاقتهما على الرغم من معاقبة زوج أهاليا الغيور. وبعد الموت يجتمعان معًا في ولادتهما التالية.
كانت قصة أهاليا مكشم مصدر إلهام أيضًا للأفلام والمسرحيات والدراما الراقصة. ففي ديسمبر 2018، نظمت مجموعة من ممارسي الرقص الكلاسيكي الهندي الذين يعيشون في الشرق الأوسط حدثًا كبيرًا بعنوان «أهاليا» في مسقط، عُمَان للاحتفال بقصة أهاليا. ربطت «الدراما الراقصة» ذات الروايات الإنجليزية المتقطعة القصة بقضايا المرأة في العالم الحديث وعظمة الأنوثة. وبات من الواضح أنَّ قصة أهاليا، وإلى اليوم، أصبحت مصدر إلهامٍ للعديد من الفنانين ومصممي الرقصات تُعينهم، في استلهامها، لإبداع نسخة حديثة للأسطورة وفق رؤيتهم الحداثية.

## الذرية

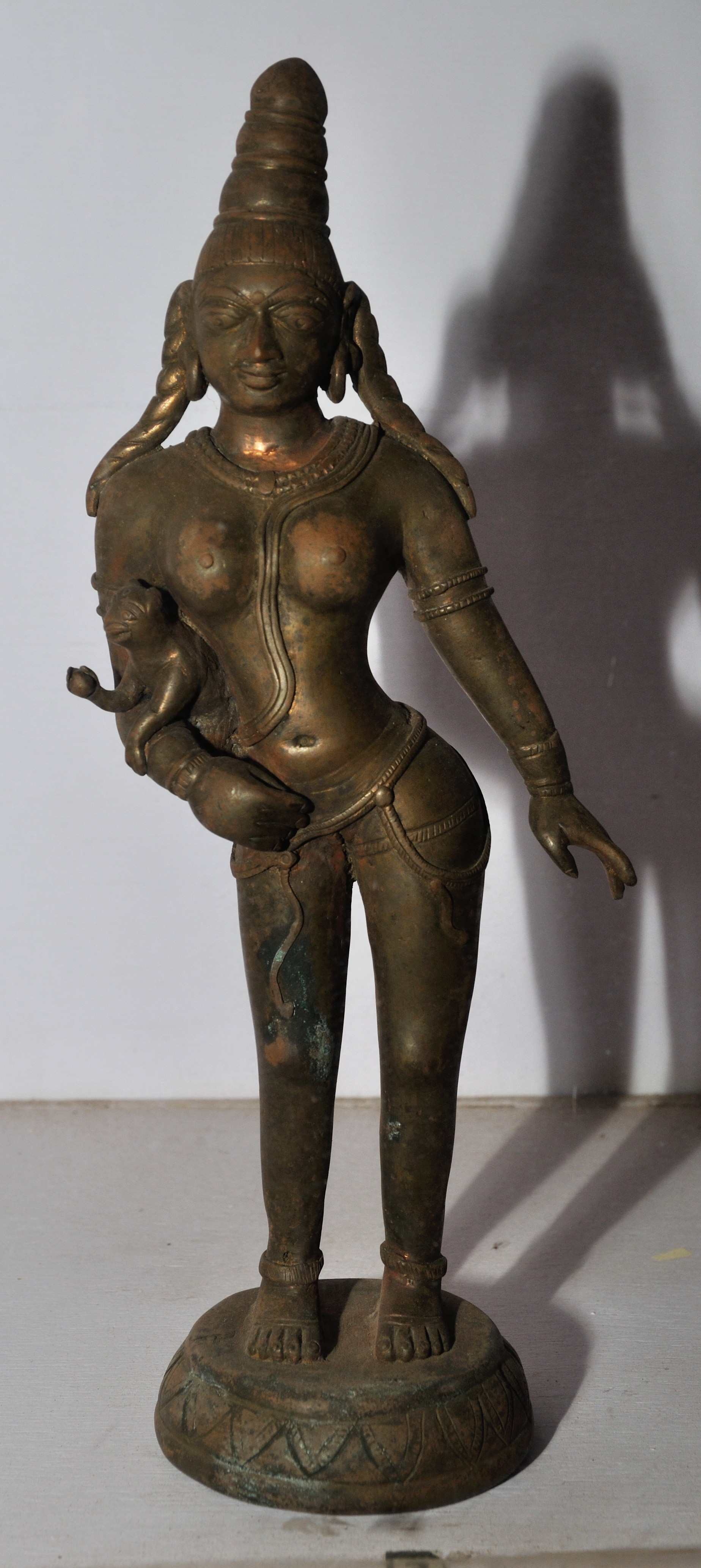
أنجاني مع الطفل هانومان (تمثال برونزي -فترة بالافا).

تتطرق الرامايانا إلى ذكر ابن أهاليا شاتاناندا (ساتاناندا) وهو كاهن العائلة ومُربِّي الملك جاناكا من ميثيلا. في هذه النسخة يسأل شاتاناندا الحكيم فيشفاميترا بقلق عن حال والدته «الشهيرة». وعلى النقيض من ذلك تذكر الماهابهاراتا ولدين وهما: شارادفان، المولود وبيده سهام، وشيراكاري، الذي يؤدي تفكيره المُبالغ في أفعاله إلى التسويف. وإلى جانب هؤلاء يُشار إلى ابنة غير مسماة أيضًا في السرد. وفي نص فامانا بورانا(12) يتم ذكر ثلاث بنات وهُنَّ: جايا، وجايانتي، وأباراجي.
تقول أسطورة أخرى تُروى بشكل عام في الفولكلور الهندي أنَّ أرونا قائد عجلة إله الشمس سوريا أصبح ذات مرة امرأة تدعى أروني ودخلت في مجموعة من الحواري السماوية حيث لم يُسمح لأي رجل بالدخول باستثناء إندرا. فوقع إندرا في حب أروني وأنجبت منه ابنًا اسمه فالي. في اليوم التالي وبناءً على طلب سوريا اتخذ أرونا شكلًا أنثويًا مرة أخرى وأنجب سوريا ابنًا وهو سوجريفا. وتم إعطاء كلا الطفلين لأهاليا لتربيتهما لكن غوتاما لعنهما مما جعلهما يتحولان إلى قردين؛ لأنهما لم يعجباه. وفي النسخة التايلاندية من رامايانا توصف عائلة راماكين وفالي وسوجريفا بأنهم أبناء أهاليا من علاقاتها مع إندرا وسوريا. وعلى الرغم من أن أهاليا تعتبرهم من البداية أبناء غوتاما، فإن ابنتها من غوتاما -أنجانا- تكشف سر والدتها لأبيها. وبالتالي يدفع الإخوة بعيدًا ويلعنهم ليصبحوا قردة. ولشدة غضبها لعنت أهاليا ابنتها أنجانا في أن تلد قردًا، وبالفعل، ولدت أنجاني الإله القرد هانومان مساعد راما. وقد عثر على حكايات مماثلة أيضًا في تكييفات الملايو، حكايات سيري راما، والحكايات الشعبية البنجابية والغوجاراتية. ومع ذلك فإن غوتاما يلعن أنجانا في هذه النسخ بشكل عام لمساعدة إندرا وأهاليا في إخفاء السر.
تنسب بعض الطوائف التاميلية أصول أسلافها إلى ارتباط أهاليا وإندرا؛ وقد سميت هذه الطوائف على أسماء أبناء أهاليا. وفي قصة تروي بأنَّ غوتاما يعثر على الأولاد الثلاثة ويسميهم وفقًا لسلوكهم: أجامودايار (مشتق من «الشجاع») الذي يواجه غوتاما، ومارافار (المشتق من «شجرة»)، الذي يتسلق شجرة، و كالَّار(مشتق من «لص» أو «صخرة»)، الذي يختبئ مثل لص وراء صخرة كبيرة. وفي نسخ أخرى، يُضاف طفل رابع وهو، فيلالا. وفي صيغة أخرى، يُستبدل الارتباط بالتكفير عن الذنب والعبادة التي تقدمها أهاليا لإندرا الذي يقدم لها الأطفال كمكافأة.

## التقدير والذكر

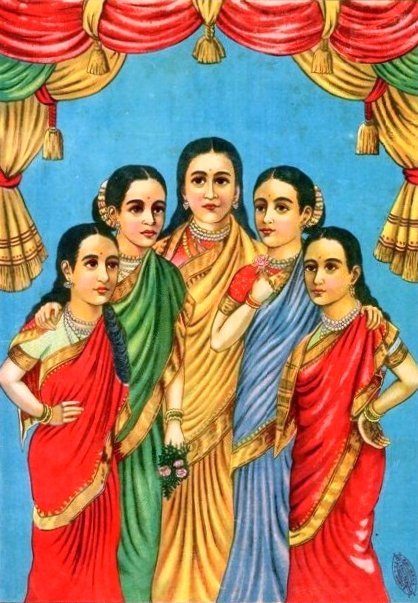
البانشكانيا، مطبوعة حجرية تعود إلى ما قبل عام 1945 من مطبعة رافي فارما.

هناك بيت منظوم مشهور يقول عن أهاليا:
ahalyā draupadī sītā tārā mandodarī tathā ।
pañcakanyāḥ smarennityaṃ mahāpātakanāśinīḥ ॥
الترجمة العربية:
أهاليا، دروبادي، سيتا، تارا وماندوداري،
أحرى بالمرء ألَّا تغيب، العذارى الخمسة، عن ذهنيه أبدًا؛ هُنَّ اللاتي بذكر أسمائهنَّ تُبدد الخطايا العظيمة.
يذكر الهندوس الأرثوذكس وخاصة الزوجات الهندوسيات البانشكانيا العذارى الخمس أو الأبكار في صلاة الصباح اليومية هذه. كما تعتبرهن إحدى وجهات النظر بأنهن «نساء عفيفات مثاليات» أو ماهاساتيس «نساء عفيفات عظيمات» وفقًا لتقليد رقص مهاري، ويستحقن اعتبارهن نموذجًا مثاليًا «لإظهار بعض ما يميزهنَّ من رفعة». وبحسب هذا الرأي فإن أهاليا هي «مثال الزوجة العفيفة التي اتُهمت ظلماً بالزنا» بينما «ولاءها الذي يضرب به المثل لزوجها» يجعلها موقرة. غالبًا ما يُنظر إلى أهاليا على أنها رئيسة البانتشكانيا نظرًا «لنبل شخصيتها وجمالها الاستثنائي وحقيقة كونها أول كانيا حسب التسلسل الزمني». وفي نص ديفي بهاجافاتا بورانا،(14) أدرجت أهاليا في قائمة الآلهة الثانوية، «الميمونة والمجيدة والجديرة بالثناء»، جنبًا إلى جنب مع تارا وماندوداري وكذلك بعض البانشا ساتيس «خمس نساء ساتيس أو زوجات عفيفات» أرونداتي ودامايانتي.
رأي آخر لا يعتبر البانشاكانيا نساء مثاليات يجب الاقتداء بهن. ويرى بهاتاشاريا مؤلف بانش كانيا أنَّ العذارى الخمس في الملاحم الهندية البانشاكانيا يختلفن عن الخمسة الساتيس المكرسات في صلاة تقليدية أخرى: ساتي وسيتا وسافيتري ودامايانتي وأرونداتي. ويسأل سؤالا بلاغياً: «هل أهاليا، إذن، ودروبادي وكونتي وتارا وماندوداري لسن زوجات عفيفات لأن كل واحدة منهن عرفت رجلاً أو أكثر على زوجها؟» ولأنهن أظهرن سلوكيات جنسية غير مثالية وحتى غير أخلاقية وفقًا للأعراف التقليدية، وقد كان المصلح الاجتماعي الهندي كمالاديفي تشاتوبادياي في حيرة من أمر إدراج أهاليا وتارا في البانشاكانيا. وعلى الرغم من أن تجاوز أهاليا وصمها وحرمها من المكانة الرفيعة والاحترام الممنوحين لنساء مثل سيتا وسافيتري، إلا أن هذا التصرف جعلها خالدة في الأسطورة.
المكان الذي أقامت فيه أهاليا لممارسة كفارتها ومن ثم تخليصها أصبح يُحتفل به في الكتب المقدسة كمكان مقدس يسمى "أهاليا-ترثا. والترثا مكان مقدس به مسطح مائي، حيث يستحم الحجاج فيه لتطهير أنفسهم. موقع أهاليا-ترثا متنازع عليه: وفقًا لبعض الكتب المقدسة، فإنه يقع على نهر غودافاري، ويضعه آخرون على نهر نارمادا. وهناك موقعان يُعتقد على نطاق واسع أنهما أهاليا-ترثا. يقع أحدهما بالقرب من معبد أهالياشفارا في بهالود، على ضفاف نهر نارمادا. ويقع آخر في منطقة داربانجا، بيهار. وفي منطقة أهاليا غرام (قرية أهاليا) هناك معبد اسمه أهاليا استان مكرَّس لأهاليا. ووفقًا للنصوص فإن من يستحم في الترثا سوف يستمتع بالحوريات السماوية.
وبالنسبة لبهاتاشاريا فتعتبر أهاليا هي المرأة الأبدية التي تستجيب لدوافعها الداخلية وتطورات الحاكم الإلهي، على عكس زوجها الزاهد الذي لم يشبع شهوتها الجسدية. تعتبر الكاتبة أهاليا امرأة مستقلة تتخذ قراراتها بنفسها وتتحمل المخاطر ويقودها الفضول لتجربة ما هو استثنائي ثم تقبل اللعنة التي يفرضها عليها المجتمع الأبوي. هذا القبول غير المتهور للعنة هو الذي جعل رامايانا يثني عليها ويكرمها. ويسأل آر ديفيكا مؤلف كتاب أهاليا: الحرف القرمزي، "هل من الصواب إدانة الزنا واللقاءات الجسدية باعتبارها محنة حديثة وضد ثقافتنا [الهندية / الهندوسية]؟ أم يجب أن نتعلم من أهاليا التي اتخذت قرارًا واعيًا لتلبية احتياجاتها وأُشيد بها بعد ذلك؟
وترى مينا كيلكار مؤلفة كتاب تبعية المرأة: منظور جديد، أن أهاليا أصبحت جديرة بالاحترام بسبب قبولها للمعايير الجنسانية؛ إذ هي قبلت اللعنة بلا تردد مع الاعتراف بحاجتها إلى العقاب. ومع ذلك، تضيف كيلكار أن سببًا آخر جعل أهاليا خالدة في الكتاب المقدس وهو أن يكون عقابها كان بمثابة تحذير ورادع للمرأة. إنَّ المجتمع الأبوي دائمًا ما يدين أهاليا على أنها امرأة مُنحلة. إذ في مسرحية تعود إلى القرن الثامن، تم السخرية من سيتناندا باعتباره ابن أهاليا، الزانية. وتقول جايا سرينيفاسان، في خطاباتها عن حكايات من الملاحم الهندوسية، إنه على الرغم من أن أفعال أهاليا كانت «لا تغتفر»، لكنها تخلصت من اللعنة بلمسة إلهية من قدمي راما. ويضيف جايا أن أفعال أهاليا واللعنة الناتجة عنها هي تحذير من أن مثل هذا السلوك الفاحش يؤدي إلى الهلاك، على الرغم من أن التوبة الصادقة والاستسلام الكامل لله يمكن أن يمحو أخطر الذنوب. وفي حفلات الزفاف الهندوسية التاميلية في الهند وسريلانكا، تظهر أهاليا كرمز في حجر أسود مطحون، تلمسه العروس بقدمها بينما تعد بأن لا تكون مثل أهاليا. كما تظهر العروس أيضًا النجمة المرتبطة بالعفيفة أرونداتي، التي تُعتبر قدوة لها. وتشير الأطروحة المعروفة عن السلوك الجنسي، كاما سوترا (301-600)، أيضًا إلى أهاليا وإندرا في الحوار الذي دار بينهما حول كيف يتم الحد من شهوة الرجال. كما أنه يحث الرجال على إغواء النساء برواية حكايات أهاليا الرومانسية. وتلمح ملحمة مانيميكالاي التاميلية التي تعود للقرن السادس إلى قصتها التي تحذر من أن الآلهة لم تقرب الحب بطرق غير مشروعة.
ترى، منظمة النساء الهندوسية اليمينية راشترا سيفيكا ساميتي بأنَّ أهاليا تُعتبر رمزًا لـ«اغتصاب المرأة الهندوسية والمجتمع الهندوسي من قبل الغرباء» وخاصة المستعمرين البريطانيين والغزاة المسلمين وكذلك الرجال الهندوس. وكتبت الكاتبة النسوية تاراباي شيندي (1850-1910) أنَّ الكتب المقدسة من خلال تصوير آلهة مثل إندرا التي تستغل الزوجات العفيفات مثل أهاليا هي المسؤولة عن الترويج للطرق غير الأخلاقية؛ كما تتساءل عن سبب إعطاء «الدارما والباتيفراتا»(13) أي التفاني والإخلاص للزوج، وتعتبرهما الواجب المناط بالزوجة.
تظهر حكاية مشابهة للإغواء الإلهي في الأساطير اليونانية حيث يغوي زيوس ملك الآلهة شخصية شبيهة بإندرا وهي ألكميني من خلال اتخاذ شكل زوجها، مما أدى إلى ولادة البطل الأسطوري هرقل. ومثل أهاليا تقع ألكمين ضحية لخداع زيوس في بعض الروايات. الفرق الرئيسي بين الحكايات هو أن سبب وجود إغواء ألكمين هو تبرير نسب هرقل الإلهي، لذلك لا يتم إدانتها على أنها زانية أو معاقبة؛ على النقيض من ذلك، تواجه أهاليا غضب الكتب المقدسة حيث يُنظر إلى لقائها على أنه شهواني بحت لا يؤدي إلى الإنجاب.

## الهوامش
- 1. كلمة (براهمانا) بالسنسكريتية تعني «تفسيرات للمعرفة أو العقيدة المقدسة» أو «التفسير البراهماني».[112] وبحسب قاموس مونير ويليامز السنسكريتي فإن كلمة براهمانا تعني «تفسيرات المعرفة أو العقيدة المقدسة [خاصة] التي يستخدمها البراهمة في تضحياتهم».[113] هي مجموعة من النصوص الدينية المُقدسة الهندوسية. تتضمن طقوس وواجبات عبادية وتفسير لهذه المناسك. وتساعد الكهنة على أداء الشعائر.[114][115]
- 2. بادما بورانا: هو نوع من النصوص في الهندوسية. إنه نص موسوعي، سمي على اسم زهرة اللوتس التي ظهر فيها الإله الخالق براهما، ويتضمن أقسامًا كبيرة مخصصة لفيشنو، بالإضافة إلى أقسام مهمة عن شيفا وشاكتي.[116][117]
- 3. براهما بورانا: بورانا تعني، حرفيَّاً، «القديم، الغابر» وذلك بحسب دوغلاس هاربر.[118][119] أو تعني حرفيا «الأسطورة القديمة» أو «القصة القديمة». وأيضًا، «بورانا» (سنسكريتية पुराण) تعني «قديم» أو «العتيق» أو «التاريخ التقليدي القديم». وتعني أيضًا «تكملة» بمعنى أن بورانا «يكمل الفيدا».[120][121] ويكون معنى براهما بورانا أسطورة أو قصة براهما القديمة أو الغابرة. وهو أحد ثمانية عشر نص مقدس عند الهندوس تسمى البورانا.
- 4. فيشنودارموتارا بورانا: كلمة فيشنودارموتارا تعني «شيء ما» لكنه معنى لا يطمئن له القلب؛ إذ لا مصدر له متاح على الإنترنت ما خلا موقع يذكر المعنى.[122] وبشكل عام، فيشنودارموتارا بورانا هو نص موسوعي ضخم يركز على فن الرسم خصوصا، وعلى باقي الحرف والعلوم عموما عند الهندوس.
- 5. البهاغافاتا بورانا: يمكن ترجمة الاسم إلى «المحبون المجيدون لفيشنو». أما كلمة بهاغافاتا فتعني «تابع أو عابد فيشنو». أما كلمة «البهاغافان» السنسكريتية فتعني «المبارك» أو «الله» أو «الرب». يُشار مباشرةً إلى كريشنا - الشخصية البدائية المتعالية للربوبية، والصورة الرمزية لفيشنو - باسم «بهاغافان» في جميع أنحاء هذا الكتاب المقدس.[123]
- 6. هاريفانش: هو نص من الأدب الأسطوري السنسكريتي يعتبر ملحقا لملحمة المهابهاراتا. والاسم يعني حرفيا «نسب أو سلالة هاري». يروي أساطير عن خلق الآلهة والحكام وما شابه ذلك.[124]
- 7. أوتار كاندا: هو آخر الكتب التي تُشكل ملحمة الرامايانا. يروي قصص عن عدة شخصيات بما في ذلك الأيام الأخيرة للإله راما بأسلوب ملحمي.[125]

- 8. سكاندا بورانا: هو أضخم كتب البورانا.[126] يحتوي النص على أكثر من 81000 آية.[127] النص عبارة عن سجل تاريخي مهم وله تأثير كبير على التقاليد الهندوسية المتعلقة بإله الحرب سكاندا. تغطي فصوله في الطبعات المتنوعة بشكل موسوعي نشأة الكون، والأساطير، وعلم الأنساب، والدارما، والمهرجانات، وعلم الجواهر، والمعابد، والجغرافيا، ومناقشة الفضائل والشر، واللاهوت، وطبيعة وصفات شيفا باعتباره المطلق ومصدر المعرفة الحقيقية.[128]

- 9. براهما فيفارتا بورانا: هو نص سنسكريتي ضخم في الهندوسية ويعتبر نص رئيسي. يتمحور حول كريشنا ورادها. يعتبر النص كريشنا الواقع الأسمى والتأكيد على أن جميع الآلهة مثل فيشنو وشيفا وبراهما وغانيشا متشابهة، وجميعهم تجسيد لكريشنا. كما يتميز النص بتمجيد الأنوثة.. وبأن جميع النساء هي مظاهر للأنثى الإلهية، والتي صنعت الكون، وأن أي إهانة للمرأة هي إهانة للإلهة رادها.[129]
- 10. سامافيدا: كلمة 'sāman' تعني «أغنية، لحن» و'veda' فيدا تعني «معرفة»، هو نص في معرفة الألحان، الأغاني، الأناشيد. إنه نص قديم فيدي سنسكريتي وجزء من الكتب المقدسة الهندوسية.[130]
- 11. ياجورفيدا: الذي يعني«معرفة التضحية» هو أحد الأجزاء الأربعة من الفيدا، النصوص المقدسة للهندوسية التي تتناول موضوع التضحية. يحتوي ياجورفيدا على الكلمات اللازمة لأداء طقوس الذبيحة ويحتوي على معلومات حول تفاصيل وتفسير الطقوس. يُعتقد أنه قد تم كتابته حوالي 1200 إلى 1000 قبل الميلاد.[131]
- 12. فامانا بورانا: هو نص سنسكريتي من العصور الوسطى وواحد من ثمانية عشر بورانا الهندوسية الرئيسية. تمت تسمية النص على اسم أحد تجسيدات فيشنو. ومع ذلك، فإن المخطوطات الحديثة الباقية من فامانا بورانا تتمحور بشكل أكبر حول شيفا، بينما تحتوي على فصول تبجل فيشنو وغيره من الآلهة والإلهات الهندوسية.[132]
- 13. دارما وباتيفراتا: باتيفراتا هو مصطلح يستخدم في الثقافة والتقاليد الهندوسية للإشارة إلى امرأة متزوجة عفيفة ومخلصة لزوجها. وهي تساعده وتشجعه على القيام بواجباته الدينية القويمة بكل إخلاص (دارما).[133]
- 14. ديفي بهاجافاتا بورانا: هو نص سنسكريتي ينتمي إلى نصوص البورانا للأدب الهندوسي. يتكون النص من اثني عشر قسما مع 318 فصلاً. يعد واحدًا من أهم الأعمال في الشاكتية، وهو تقليد داخل الهندوسية يقدس ديفي أو شاكتي (آلهة) باعتباره الخالق الأساسي للكون والبراهمان (الحقيقة المطلقة والواقع).[134]
- 15. («... إنَّ كلمة مهاوأبهاغا إذا قال أحد ما تعني» محظوظ للغاية«، فما الحاجة لتحريرها، ولماذا يجب أن تتحرر؟، بل إنها سيدة يؤسف لحالها - مهات أبهاجي ياسيات سا، والتي يكون سوء حظها شديد للغاية ...»). Rambhadracharya 2006, p. 36
- 16. تحققت لعنة أوتارا كاندا عندما هزم إندراجيت إندرا وفتح الجنة. كان إندراجيت أو ميغانادا، وفقًا للنصوص الهندوسية، أميرًا لانكا ومالكًا لإندرا لوكا (الجنة). يعتبر من أعظم المحاربين في النصوص الهندوسية.C. G. Uragoda (2000). Traditions of Sri Lanka: A Selection with a Scientific Background. Vishva Lekha Publishers. ISBN 978-955-96843-0-5.
- 17. انظر الأمثلة التالية: رامبادراتشاريا 2006، وشاستري 2005، وراماناند ساجار 1987-88.
- 18. Richman 2008, pp. 113–4: ترجمات كل هذه الأعمال موجودة في ريتشمان 2008، ص 141 - 73.
- 19. انظر الترجمة الإنجليزية في جيل 2005، ص 251-304.

### فهرس المراجع
بلغات أجنبية
1. ↑  فاتسيايانا 2012، صفحة 8.
2. ↑  طاغور 1970، صفحة 327.
3. 1 2 3 4  Söhnen-Thieme 1996، صفحات 40–1
4. 1 2  Wilson 2008، صفحة 100
5. ↑  Apte 2004، صفحة 637
6. ↑  
Monier-Williams 2008، صفحة 1293
7. ↑  Gita Press 1998، صفحات 681–2 (Verses 7.30.22–23)
8. 1 2  Apte 2004، صفحة 73
9. 1 2 3 4 5 6 7 8 9 10 11 12 13 14 15 16  Bhattacharya & March–April 2004, pp. 4–7.
10. ↑  Doniger 1999، صفحات 89, 129
11. ↑  Feller 2004، صفحة 146
12. ↑  Datta 2001، صفحة 56
13. 1 2 3 4  Jhaveri 2001، صفحات 149–52.
14. ↑  Goldman 1990، صفحة 218
15. ↑  Söhnen-Thieme 1996، صفحات 50–1
16. 1 2 3  Ritha, Devi & Spring-Summer 1977، صفحات 25–9
17. 1 2 3  Mani 1975، صفحة 17
18. 1 2 3  Garg 1992، صفحات 235–6
19. ↑  Bhattacharya 2000، صفحات 14–5
20. 1 2  Doniger 1999، صفحات 89–90, 321–2
21. 1 2 3  Söhnen-Thieme 1996، صفحات 51–3
22. 1 2 3  Söhnen-Thieme 1996، صفحات 54–5
23. 1 2  Goldman 1990، صفحات 215–6
24. ↑  Feller 2004، صفحة 131
25. 1 2 3 4  Söhnen-Thieme 1996، صفحات 46–8
26. ↑  Feller 2004، صفحة 132
27. ↑  Keith 1998، صفحة 132؛ Söhnen-Thieme 1996، صفحات 46–8؛ Feller 2004، صفحات 132–5
28. ↑  Feller 2004، صفحات 132–5
29. ↑  Söhnen 1991، صفحة 73
30. ↑  Söhnen-Thieme 1996، صفحة 39
31. ↑  Ray 2007، صفحات 24–5.
32. ↑  The Hindu & 25 June 2010.
33. 1 2 3  Söhnen-Thieme 1996، صفحات 58–9
34. 1 2  Ray 2007، صفحات 25–6
35. 1 2 3 4  Söhnen-Thieme 1996، صفحة 45
36. 1 2  Doniger 1999، صفحات 92–3, 321–2
37. 1 2  Doniger 1999، صفحات 95–6, 321–2
38. ↑  Doniger 1999، صفحات 100–3, 321–2
39. 1 2  Söhnen-Thieme 1996، صفحات 56–8
40. 1 2  Doniger 1999، صفحات 94, 321–2
41. 1 2  Doniger 1999، صفحات 96–7, 321–2
42. 1 2  Ramanujan 1991، صفحات 28–32
43. ↑  Doniger 1999، صفحات 101–2, 321–2
44. ↑  Goldman 1990، صفحات 217–8
45. ↑  Wilson 2008, p. 650.

Monier-Williams 2008, p. 798.

Macdonell 2008, p. 221.
46. ↑  Goldman 1990، صفحات 215–8.
47. ↑  Ganguli Shanti Parva 1883–1896, chap. CCCXLIII.
48. ↑  Doniger 1999، صفحات 89–90, 92, 321–2.
49. 1 2 3  Devika & 29 October 2006, p. 52.
50. 1 2  Bhattacharya & November–December 2004, pp. 32–3.
51. ↑  Doniger 1999، صفحات 101–3, 321–2
52. ↑  Kālidāsa & Devadhar 1997، صفحات 203–4, 606
53. ↑  Patel 1994، صفحات 105–6
54. ↑  Zvelebil 1973، صفحة 213
55. ↑  Goldman 1990، صفحة 45
56. ↑  Dhody 1995، صفحات 17–20
57. 1 2  Gita Press 2004، صفحات 147–148
58. ↑  Prasad 1990، صفحات 145-146 145–6.
59. ↑  Prasad 1990، صفحات 22, 158, 180, 243, 312, 692
60. ↑  Rambhadracharya 2006، صفحات 101, 269
61. ↑  Ganguli Shanti Parva 1883–1896, chap. CCLXVI.
62. 1 2 3 4 5 6 7 8 9 10 11  Das 2006، صفحات 133–5
63. 1 2  Richman 2008، صفحة 24
64. ↑  Richman 2008، صفحات 27, 111, 113–4
65. ↑  Gudipoodi & 30 May 2008.
66. ↑  Ram Kumar & 18 July 2011.
67. ↑  Santhosh & 4 December 2011.
68. ↑  Sharma 2000، صفحة 40
69. ↑  Ram Mohan & 25 January 2007.
70. ↑  Rao 2001، صفحات 168–9
71. ↑  Doniger 1999، صفحة 100
72. ↑  Ray 2007، صفحات 27–9
73. ↑  Prema Nandakumar 2006.
74. ↑  Dwyer 2006، صفحة 60
75. ↑  Team, DNA Web (22 Jul 2015). "Watch: Radhika Apte and Soumitra Chatterjee's haunting performances in Sujoy Ghosh's 'Ahalya'". DNA India (بالإنجليزية). Archived from the original on 2020-06-25. Retrieved 2020-09-11.
76. ↑  "Radhika Apte as a Modern Ahalya Will Give You the Chills - NDTV Movies". NDTVMovies.com (بالإنجليزية). Archived from the original on 2019-04-06. Retrieved 2020-09-11.
77. ↑  "The curse of the cliché - The Hindu". web.archive.org. 19 يناير 2015. مؤرشف من الأصل في 2020-09-11. اطلع عليه بتاريخ 2020-09-11.{{استشهاد ويب}}:  صيانة الاستشهاد: BOT: original URL status unknown (link)
78. ↑  Varadpande 2005، صفحة 101
79. ↑  Doniger 1999، صفحة 104, 321–2
80. ↑  "The story of Ahalya - A modern take on Ahalya Moksham [English Narratives]". يوتيوب. Ahalya Performing Arts. 19 يونيو 2020. مؤرشف من الأصل في 2020-08-18. اطلع عليه بتاريخ 2020-09-11.
81. 1 2  Mani 1975، صفحة 285
82. ↑  Goldman 1990، صفحة 220–1
83. ↑  Pattanaik 2001، صفحة 49
84. ↑  Freeman 2001، صفحة 201–4
85. ↑  Pattanaik 2001، صفحة 50
86. ↑  Pattanaik 2000، صفحة 109
87. ↑  Bulcke 2010، صفحة 129–31
88. ↑  Headley 2011، صفحة 104–5
89. 1 2 3 4  Chattopadhyaya 1982، صفحات 13–4
90. 1 2  Mukherjee 1999، صفحة 36
91. 1 2 3  Dallapiccola 2002.
92. ↑  Vijnanananda 1921–22, p. 876.
93. 1 2  Mukherjee 1999، صفحات 48–9
94. ↑  Bhattacharya 2000، صفحة 13
95. ↑  Kapoor 2002، صفحة 16
96. ↑  Ganguli Vana Parva 1883–1896, chap. LXXXIV.
97. ↑  Official Site of Darbhanga District 2006.
98. ↑  Benton 2006، صفحة 79
99. ↑  Bhattacharya & November–December 2004, p. 31.
100. ↑  Kelkar 1995، صفحة 59–60
101. ↑  Mirashi 1996، صفحة 113, 150
102. ↑  The Hindu & 30 September 2002.
103. ↑  Doniger 1999، صفحة 94–5
104. ↑  Jensen 2002، صفحة 398
105. ↑  Doniger 1999، صفحة 90
106. ↑  Varadpande 2005، صفحة 100
107. ↑  Aiyangar, Rao Bahadur Krishnaswami (1927). Manimekhalai in its Historical Setting. London: Luzac & Co. pp. 28, 156. Retrieved 30 July 2019.
108. ↑  Bacchetta 2002، صفحة 50–1
109. ↑  Feldhaus 1998، صفحة 207
110. ↑  Söhnen 1991، صفحة 73–4
111. ↑  Doniger 1999، صفحة 124–5
112. ↑  "Sanskrit Dictionary for Spoken Sanskrit: 'brahmana'". spokensanskrit.org. مؤرشف من الأصل في 2020-09-20. اطلع عليه بتاريخ 2020-01-24.
113. ↑  "Monier-Williams Sanskrit-English Dictionary -- b: 'brāhmaṇa'". faculty.washington.edu. مؤرشف من الأصل في 2018-03-25. اطلع عليه بتاريخ 2020-01-24.
114. ↑  Winternitz، M. (1927). A History Of Indian Literature,vol.1. ص. 187–225, 192. مؤرشف من الأصل في 2020-09-06.
115. ↑  Klaus Klostermaier (2007), A Survey of Hinduism, Third Edition, State University of New York Press, (ردمك 978-0791470824), page 47
116. ↑  Dalal, Rosen (2014). Hinduism: An Alphabetical Guide. Penguin. ISBN 978-81-8475-277-9. pp 239-240.
117. ↑  Rocher, Ludo (1986). The Puranas. Otto Harrassowitz Verlag. ISBN 978-3-447-02522-5. pp. 206-214.
118. ↑  Ludo Rocher (1986). The Purāṇas. Otto Harrassowitz Verlag. pp. 45–. ISBN 978-3-447-02522-5.
119. ↑  Thomas B. Coburn (1988). Devī-Māhātmya: The Crystallization of the Goddess Tradition. Motilal Banarsidass. pp. 23–27. ISBN 978-81-208-0557-6.
120. ↑  "Sanskrit Dictionary for Spoken Sanskrit: 'purana'". spokensanskrit.org. مؤرشف من الأصل في 2020-09-20. اطلع عليه بتاريخ 2020-01-14.
121. ↑  Parmeshwaranand, Swami (2001). Encyclopaedic Dictionary of Puranas (بالإنجليزية). Sarup & Sons. pp. 222. ISBN:978-81-7625-226-3. Archived from the original on 2019-07-19. purana word  completes.
122. ↑  www.wisdomlib.org (10 يوليو 2020). "Vishnudharmottara, Viṣṇudharmottara: 2 definitions". www.wisdomlib.org. مؤرشف من الأصل في 2020-09-20. اطلع عليه بتاريخ 2020-09-20.
123. ↑  "Sanskrit Dictionary for Spoken Sanskrit". spokensanskrit.org. مؤرشف من الأصل في 2019-12-26. اطلع عليه بتاريخ 2019-10-17."Sanskrit Dictionary for Spoken Sanskrit". spokensanskrit.org. مؤرشف من الأصل في 2019-12-24. اطلع عليه بتاريخ 2019-10-17.
"ŚB 1.3.28". vedabase.io (بالإنجليزية). Archived from the original on 2019-10-22. Retrieved 2020-09-02.
124. ↑  Mahabharata 1.2.377-378 (Bombay edition); M.N. Dutt (trans.) Adi Parva, p 21. نسخة محفوظة 25 أكتوبر 2016 على موقع واي باك مشين.
Debroy, B. (2016) Harivamsha. Gurgaon: Penguin Books India, "Introduction"

Maurice Winternitz (1981), History of Indian Literature, Vol. 1, Delhi, Motilal Banarsidass, (ردمك 978-0836408010), pages 426-431
125. ↑  "Valmiki Ramayana". valmikiramayan.net. مؤرشف من الأصل في 2020-09-13. اطلع عليه بتاريخ 2020-05-19.
126. ↑  Ganesh Vasudeo Tagare (1996). Studies in Skanda Purāṇa. Published by Motilal Banarsidass, (ردمك 81-208-1260-3)
127. ↑  KK Kurukkal (1961), A Study of the Karttikeya Cult as reflected in the Epics and the Puranas, University of Ceylon Review, Vol. 19, pages 131-138
128. ↑  Hans Bakker (2014). The World of the Skandapurāṇa. BRILL Academic. ISBN 978-90-04-27714-4. pp. 1-3.

Doniger 1993, pp. 59-83.

Rocher 1986, pp. 234-238.
129. ↑  Monier Monier-Williams, Sanskrit English Dictionary with Etymology, Oxford University Press (Reprinted by Motilal Banarsidass), Article on Brahmavaivarta, page 740, Online archive نسخة محفوظة 13 مايو 2020 على موقع واي باك مشين.
Rocher 1986, pp. 161, 163-164.

K P Gietz 1992, pp. 248-249 with note 1351.
130. ↑  Frits Staal (2009), Discovering the Vedas: Origins, Mantras, Rituals, Insights, Penguin, (ردمك 978-0143099864), pages 107-112

مايكل فيتسل [الإنجليزية] (1997), "The Development of the Vedic Canon and its Schools : The Social and Political Milieu" in Inside the Texts, Beyond the Texts: New Approaches to the Study of the Vedas, Harvard University Press, pages = 269-270 نسخة محفوظة 4 أغسطس 2020 على موقع واي باك مشين.

Griffith, R. T. H. The Sāmaveda Saṃhitā, (ردمك 978-1419125096), page vi
131. ↑  Michael Witzel (2003), "Vedas and Upaniṣads", in The Blackwell Companion to Hinduism (Editor: Gavin Flood), Blackwell, (ردمك 0-631215352), pages 76-77

Paul Deussen, Sixty Upanishads of the Veda, Volume 1, Motilal Banarsidass, (ردمك 978-8120814684), pages 217-219

CL Prabhakar (1972), The Recensions of the Sukla Yajurveda, Archív Orientální, Volume 40, Issue 1, pages 347-353
132. ↑  Dalal 2014, p. 443.

Hazra 1940, pp. 76-79.

Rocher 1986, p. 240.

Ariel Glucklich 2008, p. 146, Quote: The earliest promotional works aimed at tourists from that era were called mahatmyas.
133. ↑  Sati, the Blessing and the Curse: The Burning of Wives in India, by John Stratton Hawley
134. ↑  Dalal 2014, p. 117.

Tracy Pintchman 2015, pp. 128-132.

June McDaniel 2004, pp. 89-91, 159-161.

باللغة العربية

### معلومات المراجع
باللغات الأجنبية
- "Ahilya's redemption (Ramayana)". Ramanand Sagar's Ramayan TV series. YouTube. 1987–88. مؤرشف من الأصل في 2020-07-08. اطلع عليه بتاريخ 2011-12-24.
- "Triṃśaḥ Sargaḥ" [Canto 30]. Śrīmadvālmīkīya Rāmāyaṇa [The Ramayana of Valmiki] (بالهندية). Gita Press. Vol. 2. 1998.
- "Lessons from the Ahalya Episode". The Hindu. 30 سبتمبر 2002. مؤرشف من الأصل في 2012-03-31. اطلع عليه بتاريخ 2011-04-22.
- "Descent One (Bālakāṇḍa)". Śrīrāmacaritamānasa or the Mānasa Lake Brimming over with the Exploits of Śrī Rāma (With Hindi Text and English Translation). Gita Press. 2004. ISBN:978-81-293-0146-8.
- "Tourist Spots in Darbhanga: Ahilya Asthan". Official Site of Darbhanga District. National Informatics Centre, District Unit Darbhanga. 2006. مؤرشف من الأصل في 2006-07-15. اطلع عليه بتاريخ 2011-12-08.
- "Ahalya episode". Ramayan (2008 TV series) on إيماجين تي في. YouTube. 2008. مؤرشف من الأصل في 2016-05-27.
- "Expiation of Sin". The Hindu. 25 يونيو 2010. مؤرشف من الأصل في 2012-04-01. اطلع عليه بتاريخ 2011-04-22.
- Apte، Vaman S. (2004) [1970]. The Student's Sanskrit-English Dictionary (ط. 2). Motilal Banarsidass Publishers  [لغات أخرى]‏. ISBN:978-81-208-0045-8. {{استشهاد بكتاب}}: الوسيط |ref=harv غير صالح (مساعدة)صيانة الاستشهاد: علامات ترقيم زائدة (link)
- Bacchetta، Paola (2002). "Hindu Nationalist Women Imagine Spatialites/Imagine Themselves". في Bacchetta, Paola؛ Power, Margaret (المحررون). Right-wing Women: from Conservatives to Extremists Around the World. روتليدج. ISBN:978-0-415-92778-9. {{استشهاد بكتاب}}: الوسيط |ref=harv غير صالح (مساعدة)
- Benton، Catherine (2006). God of Desire: Tales of Kāmadeva in Sanskrit Story Literature. جامعة ولاية نيويورك. ISBN:978-0-7914-6565-3. {{استشهاد بكتاب}}: الوسيط |ref=harv غير صالح (مساعدة)
- Bhattacharya، Pradip (2000). "Panchakanya: Women of Substance". Journal of South Asian Literature: Miscellany. Asian Studies Center, جامعة ولاية ميشيغان. ج. 35 ع. 1/2: 13–56. {{استشهاد بدورية محكمة}}: الوسيط |ref=harv غير صالح (مساعدة)
- Bhattacharya، Pradip (مارس–أبريل 2004). "Five Holy Virgins, Five Sacred Myths: A Quest for Meaning (Part I)" (PDF). Manushi ع. 141. مؤرشف من الأصل (PDF) في 2020-04-13.
- Bhattacharya، Pradip (نوفمبر–ديسمبر 2004). "Five Holy Virgins, Five Sacred Myths: A Quest for Meaning (Part V)" (PDF). Manushi ع. 145: 30–7. مؤرشف من الأصل (PDF) في 2020-09-01.
- Bulcke، Father Dr. Camille (2010). Rāmakathā and Other Essays. Vani Prakashan. ISBN:978-93-5000-107-3. {{استشهاد بكتاب}}: الوسيط |ref=harv غير صالح (مساعدة)
- Chattopadhyaya، Kamaladevi (1982). Indian Women's Battle for Freedom. Abhinav Publications. {{استشهاد بكتاب}}: الوسيط |ref=harv غير صالح (مساعدة)
- Dallapiccola، Anna L. (2002). "Ahalya". Dictionary of Hindu Lore and Legend. Thames & Hudson. ISBN:978-0-500-51088-9. مؤرشف من الأصل في 2022-07-07. اطلع عليه بتاريخ 2011-05-16. {{استشهاد بكتاب}}: الوسيط |ref=harv غير صالح (مساعدة) (الاشتراك مطلوب)
- Das، Sisir Kumar (2006). "Epic Heroines – Ahalya". A History of Indian Literature: 1911–1956:Struggle for Freedom : Triumph and Tragedy. A History of Indian Literature. Sahitya Akademi. ISBN:978-81-7201-798-9. {{استشهاد بكتاب}}: الوسيط |ref=harv غير صالح (مساعدة)
- Datta، Nilanjana Sikdar (2001). "Valmiki-Ramayana – an Approach by Rabindranath Tagore". في Dodiya, Jaydipsinh (المحرر). Critical Perspectives on the Rāmāyaṇa. Sarup & Sons. ISBN:978-81-7625-244-7. {{استشهاد بكتاب}}: الوسيط |ref=harv غير صالح (مساعدة)
- Dhody، Chandan Lal (1995). The Adhyātma Rāmāyaṇa: concise English version. M.D. Publications. ISBN:978-81-85880-77-8. {{استشهاد بكتاب}}: الوسيط |ref=harv غير صالح (مساعدة)
- Doniger، Wendy (1999). "Indra and Ahalya, Zeus and Alcmena". Splitting the Difference: Gender and Myth in Ancient Greece and India. دار نشر جامعة شيكاغو. ISBN:978-0-226-15641-5. {{استشهاد بكتاب}}: الوسيط |ref=harv غير صالح (مساعدة)
- Dwyer، Rachel (2006). Filming the Gods: Religion and Indian Cinema. Routledge. ISBN:978-0-415-31425-1. {{استشهاد بكتاب}}: الوسيط |ref=harv غير صالح (مساعدة)
- Feldhaus، Anne (1998). Images of Women in Maharashtrian Society. جامعة ولاية نيويورك. ISBN:978-0-7914-3659-2. {{استشهاد بكتاب}}: الوسيط |ref=harv غير صالح (مساعدة)
- Feller، Danielle (2004). "Indra, the Lover of Ahalya". The Sanskrit Epics' Representation of Vedic Myths. Motilal Banarsidass Publishers. ISBN:978-81-208-2008-1. {{استشهاد بكتاب}}: الوسيط |ref=harv غير صالح (مساعدة)
- Freeman، Rich (2001). "Thereupon Hangs a Tail: the Deification of Vali in the Teyyam Worship of Malabar". في Richman, Paula (المحرر). Questioning Rāmāyaṇas: a South Asian Tradition. دار نشر جامعة كاليفورنيا. ISBN:978-0-520-22074-4. {{استشهاد بكتاب}}: الوسيط |ref=harv غير صالح (مساعدة)
- Ganguli، Kisari Mohan (1883–1896). The Mahabharata Book 3: Vana Parva.
- Ganguli، Kisari Mohan (1883–1896). The Mahabharata Book 12: Shanti Parva.
- Garg، Ganga Ram (1992). Encyclopaedia of the Hindu World: A-Aj. South Asia Books. ج. 1. ISBN:978-81-7022-374-0. {{استشهاد بكتاب}}: الوسيط |ref=harv غير صالح (مساعدة)
- Gill، Tejwant Singh (2005). "Artist". Sant Singh Sekhon: Selected Writings. Sahitya Akademi. ISBN:978-81-260-1999-1. {{استشهاد بكتاب}}: الوسيط |ref=harv غير صالح (مساعدة)
- Goldman، Robert P. (1990). The Ramayana of Valmiki: Balakanda. The Ramayana of Valmiki: an Epic of Ancient India. دار نشر جامعة برنستون. ج. 1. ISBN:978-0-691-01485-2. مؤرشف من الأصل في 2022-04-06. {{استشهاد بكتاب}}: الوسيط |ref=harv غير صالح (مساعدة)
- Gudipoodi Srihari (30 مايو 2008). "Story of Five Archetypes". The Hindu. مؤرشف من الأصل في 2012-04-06. اطلع عليه بتاريخ 2011-12-04.
- Headley، Zoé E. (2011). "Caste and Collective Memory in South India". في Isabelle Clark-Decès (المحرر). A Companion to the Anthropology of India. Blackwell Companions of Anthropology. وايلي-بلاكويل  [لغات أخرى]‏. ISBN:978-1-4051-9892-9. {{استشهاد بكتاب}}: الوسيط |ref=harv غير صالح (مساعدة)صيانة الاستشهاد: علامات ترقيم زائدة (link)
- Jensen، Herman (2002). A Classified Collection of Tamil Proverbs. Asian Educational Services. ISBN:978-81-206-0026-3. {{استشهاد بكتاب}}: الوسيط |ref=harv غير صالح (مساعدة)
- Jhaveri، Bharati (2001). "Nature and Environment in Ramayana of Bhils of North Gujarat". في Dodiya, Jaydipsinh (المحرر). Critical Perspectives on the Rāmāyaṇa. Sarup & Sons. ISBN:978-81-7625-244-7. {{استشهاد بكتاب}}: الوسيط |ref=harv غير صالح (مساعدة)
- K. Santhosh (6 فبراير 2004). "Ahalya's Tale Retold". The Hindu. مؤرشف من الأصل في 2009-06-26. اطلع عليه بتاريخ 2011-12-04.
- Kālidāsa؛ Devadhar، C.R. (1997). "Verse 33–34, Canto 11". Raghuvamśa of Kālidāsa. Motilal Banarsidass Publishers. {{استشهاد بكتاب}}: الوسيط |ref=harv غير صالح (مساعدة)
- Kapoor، Subodh (2002). Encyclopaedia of Ancient Indian Geography. Cosmo Publications. ج. 1. ISBN:978-81-7755-298-0. {{استشهاد بكتاب}}: الوسيط |ref=harv غير صالح (مساعدة)
- Keith، Arthur Berriedale (1998) [1925]. "Indra". The religion and philosophy of the Veda and Upanishads. Motilal Banarsidass Publishers. ج. 1. ISBN:81-208-0645-X. {{استشهاد بكتاب}}: الوسيط |ref=harv غير صالح (مساعدة)
- Kelkar، Meena K. (1995). Subordination of Woman: A New Perspective. Discovery Publishing House. ISBN:978-81-7141-294-5. مؤرشف من الأصل في 2022-04-07. {{استشهاد بكتاب}}: الوسيط |ref=harv غير صالح (مساعدة)
- Macdonell، Arthur Anthony (2008) [1929]. A Practical Sanskrit Dictionary with Transliteration, Accentuation, and Etymological Analysis Throughout. جامعة كولونيا. مؤرشف من الأصل في 2019-08-25. {{استشهاد بكتاب}}: الوسيط |ref=harv غير صالح (مساعدة)
- Mani، Vettam (1975). Puranic Encyclopaedia: a Comprehensive Dictionary with Special Reference to the Epic and Puranic Literature. Motilal Banarsidass Publishers. ISBN:978-0-8426-0822-0. مؤرشف من الأصل في 2022-10-07. {{استشهاد بكتاب}}: الوسيط |ref=harv غير صالح (مساعدة)
- Mirashi، V. V. (1996). Bhavabhūti. Motilal Banarsidass Publishers. ISBN:978-81-208-1180-5. {{استشهاد بكتاب}}: الوسيط |ref=harv غير صالح (مساعدة)
- Mukherjee، Prabhati (1999) [1978]. Hindu Women: Normative Models. Orient Blackswan. ISBN:978-81-250-1699-1. {{استشهاد بكتاب}}: الوسيط |ref=harv غير صالح (مساعدة)
- Monier-Williams، Monier (2008) [1899]. Monier Williams Sanskrit-English Dictionary. Universität zu Köln. {{استشهاد بكتاب}}: الوسيط |ref=harv غير صالح (مساعدة)
- P. Ram Mohan (25 يناير 2007). "Week-long drama festivities end". The Hindu. مؤرشف من الأصل في 2012-03-31. اطلع عليه بتاريخ 2011-12-04.
- Patel، Gautam (1994). "Sītātyāga, Whether Kālidāsa Wrote it First". في Pierre-Sylvain Filliozat؛ Satya Pal Narang؛ C. Panduranga Bhatta (المحررون). Pandit N.R. Bhatt, Felicitation Volume. Motilal Banarsidass Publishers. ISBN:978-81-208-1183-6. {{استشهاد بكتاب}}: الوسيط |ref=harv غير صالح (مساعدة)
- Pattanaik، Devdutt (2000). The Goddess in India: the Five Faces of the Eternal Feminine. Inner Traditions – Bear & Company. {{استشهاد بكتاب}}: الوسيط |ref=harv غير صالح (مساعدة)
- Pattanaik، Devdutt (2001). The Man Who Was a Woman and Other Queer Tales of Hindu Lore. Routledge. ISBN:978-1-56023-181-3. {{استشهاد بكتاب}}: الوسيط |ref=harv غير صالح (مساعدة)
- Prasad، Rama Chandra (1990). Tulsidasa's Shri Ramacharitamanasa: the Holy Lake of the Acts of Rama. Motilal Banarsidass Publishers. ISBN:978-81-208-0443-2. {{استشهاد بكتاب}}: الوسيط |ref=harv غير صالح (مساعدة)
- Prema Nandakumar (28 مارس 2006). "Myth as Metaphor in Feminist Fiction". The Hindu. مؤرشف من الأصل في 2008-07-20. اطلع عليه بتاريخ 2011-12-04.{{استشهاد بخبر}}:  صيانة الاستشهاد: ref duplicates default (link)
- Ram Kumar Ramaswamy (18 يوليو 2011). "I want to spread joy through dance: Gopika Varma". Deccan Chronicle. مؤرشف من الأصل في 2012-04-10. اطلع عليه بتاريخ 2011-12-04.
- Ramanujan، A. K. (1991). "Three Hundred Rāmāyaṇas:". في Richman, Paula (المحرر). Many Rāmāyaṇas: The Diversity of a Narrative Tradition in South Asia. University of California Press. ISBN:978-0-520-07589-4. مؤرشف من الأصل في 2019-12-06. {{استشهاد بكتاب}}: الوسيط |ref=harv غير صالح (مساعدة)
- Rambhadracharya (Swami) (30 Mar 2006). Ahalyoddhāra [The Liberation of Ahalya] (بالهندية). Jagadguru Rambhadracharya Handicapped University.
- Rao، Velcheru Narayana (2001). "The Politics of Telugu Ramayanas". في Richman, Paula (المحرر). Questioning Rāmāyaṇas: a South Asian Tradition. University of California Press. ISBN:978-0-520-22074-4. {{استشهاد بكتاب}}: الوسيط |ref=harv غير صالح (مساعدة)
- Ray، Pratibha (2007). "Ahalya's Voyage: From Transgression to Transcendence". في Bhattacharya, Pratip (المحرر). Revisiting the Pancha Kanyas : Proceedings of the National Seminar, كلكتا, 2003. Eastern Zonal Cultural Centre in association with Bookworks. ص. 22–30. {{استشهاد بكتاب}}: الوسيط |ref=harv غير صالح (مساعدة)
- Richman, Paula، المحرر (2008). Ramayana Stories in Modern South India: an Anthology. مطبعة جامعة إنديانا. ISBN:978-0-253-34988-0.
- Ritha Devi (Spring–Summer 1977). "Five Tragic Heroines of Odissi Dance-drama: The Pancha-kanya Theme in Mahari "Nritya"". Journal of South Asian Literature: Feminine Sensibility and Characterization in South Asian Literature. Asian Studies Center, Michigan State University. ج. 12 ع. 3/4. JSTOR:40872150.
- Sharma، V. S. (2000). Kunchan Nampyar. Makers of Indian Literature. Sahitya Akademi. ISBN:978-81-260-0935-0. {{استشهاد بكتاب}}: الوسيط |ref=harv غير صالح (مساعدة)
- Shastri, Nityananda (2005). Śrīrāmacaritābdhiratna (بالسنسكريتية). Sahitya Akademi. ISBN:978-81-260-2058-4. {{استشهاد بكتاب}}: الوسيط |ref=harv غير صالح (help) with English translation by Shastri, Satya Vrat
- Söhnen، Renate (1991). "Indra and Women". Bulletin of the School of Oriental and African Studies. مطبعة جامعة كامبريدج on behalf of مدرسة الدراسات الشرقية والإفريقية، جامعة لندن. ج. 54 ع. 1: 68–74. DOI:10.1017/S0041977X00009617. JSTOR:617314. {{استشهاد بدورية محكمة}}: الوسيط |ref=harv غير صالح (مساعدة)
- Söhnen-Thieme، Renate (1996). "The Ahalya Story Through the Ages". في Leslie, Julia (المحرر). Myth and Mythmaking: Continuous Evolution in Indian Tradition. Curzon Press. ISBN:978-0-7007-0303-6. {{استشهاد بكتاب}}: الوسيط |ref=harv غير صالح (مساعدة)
- Varadpande، Manohar Laxman (2005). History of Indian Theatre. Abhinav Publications. ISBN:978-81-7017-430-1. {{استشهاد بكتاب}}: الوسيط |ref=harv غير صالح (مساعدة)
- Vijnanananda (Swami) (1921–22). "The Ninth Book: Chapter XVIII". The S'rîmad Devî Bhâgawatam.
- V. R. Devika (29 أكتوبر 2006). "Women of Substance: Ahalya: Scarlet Letter". The Week  [لغات أخرى]‏. ج. 24 ع. 48.{{استشهاد بدورية محكمة}}:  صيانة الاستشهاد: علامات ترقيم زائدة (link)
- Wilson، H. H. (2008) [1832]. Wilson Sanskrit-English Dictionary (ط. 2nd). Universität zu Köln. {{استشهاد بكتاب}}: الوسيط |ref=harv غير صالح (مساعدة)
- Zvelebil، Kamil (1973). The Smile of Murugan on Tamil Literature of South India. دار بريل للنشر. ISBN:978-90-04-03591-1. {{استشهاد بكتاب}}: الوسيط |ref=harv غير صالح (مساعدة)

باللغة العربية
- فاتسيايانا، مالاينجا (2012)، الكاماسوترا: فن الحب عند الهنود (ط. الثانية)، الإنتشار العربي، ISBN:0375759247
- طاغور، رابندرانات (1970)، البيت والعالم، ترجمة: الدكتورة ماري شهرستان، المحرر الأدبي للنشر والتوزيع والترجمة

## روابط خارجية
- مدح أهاليا لراما في ملحمة رامشاريتماناس لتولسيداس.